# الممر الاقتصادي الصيني الباكستاني
الممر الاقتصادي بين الصين وباكستان (CPEC) (چائنہ پاکستان اقتصادی راہداری (سی پیک) هو مشروع اقتصادي ضخم يضم عددا من مشاريع البنى التحتية في باكستان، لعل أبرزها يهدف إلى إنشاء طريق بري يربط بين مدينة كاشغر (في الصين) وميناء كوادر الباكستاني. وهو جزء من مبادرة الحزام والطريق الصينية.
كانت فكرة الممر عبارة عن خطة مشتركة للرئيس آنذاك آصف علي زرداري والصين، وهي عبارة عن مجموعة من مشاريع البنية التحتية قيد الإنشاء في جميع أنحاء باكستان منذ عام 2013. والتي بلغت قيمتها في الأصل 47 مليار دولار، وتبلغ قيمة مشاريع الممر الاقتصادي الصيني الباكستاني أكثر من 70 مليار دولار اعتبارًا من عام 2020. يهدف الممر الاقتصادي الباكستاني إلى تطوير البنية التحتية المطلوبة لباكستان بسرعة وتعزيز اقتصادها من خلال بناء شبكات النقل الحديثة والعديد من مشاريع الطاقة والمناطق الاقتصادية الخاصة. في 13 نوفمبر 2016 أصبح الممر جاهزًا للعمل جزئيًا عندما تم نقل البضائع الصينية برا إلى ميناء جوادر لشحنها البحري إلى إفريقيا وغرب آسيا،  بينما تم التكليف ببعض مشاريع الطاقة الكبرى في أواخر عام 2017.
سيتم بناء شبكة واسعة من الطرق السريعة والسكك الحديدية تحت رعاية الممر الاقتصادي الصيني الباكستاني والتي ستمتد على طول وعرض باكستان، وتشير تقديرات الحكومة إلى أن أوجه القصور الناجمة عن شبكة النقل المتهالكة في باكستان تتسبب في خسارة 3.55٪ من الناتج المحلي الإجمالي السنوي للبلاد. وستربط شبكات النقل الحديثة التي تم بناؤها في إطار الممر الموانئ البحرية في جوادر وكراتشي بشمال باكستان بالإضافة إلى نقاط أخرى شمالًا في غرب الصين وآسيا الوسطى. وسيتم بناء طريق سريع يبلغ طوله 1100 كيلومتر بين مدينتي كراتشي ولاهور كجزء من الممر الاقتصادي الصيني الباكستاني،  بينما سيتم إعادة بناء وإصلاح طريق كاراكورام السريع الممتد من حسن عبدال إلى الحدود الصينية بالكامل. وسيتم أيضًا تحديث خط السكك الحديدية الرئيسي بين كراتشي وبيشاور للسماح بسفر القطارات حتى 160 كيلومتر في الساعة بحلول ديسمبر 2019. كما سيتم توسيع شبكة السكك الحديدية الباكستانية لتصل في النهاية إلى سكة حديد شينجيانغ جنوب الصين في كاشغر. وقدرت تكلفة تحديث شبكات النقل ب 11 دولار مليار دولار وسيتم تمويلها بقروض ميسرة مدعومة.
تمت مقارنة التأثير المحتمل للممر على باكستان بتأثير خطة مارشال التي نفذتها الولايات المتحدة في أوروبا ما بعد الحرب. حيث يتوقع المسؤولون الباكستانيون أن يؤدي الممر الاقتصادي الباكستاني إلى خلق ما يزيد عن 2.3 مليون وظيفة بين عامي 2015 و2030، وإضافة 2 إلى 2.5 نقطة مئوية للنمو الاقتصادي السنوي للبلاد.
سيتم تعزيز البنية التحتية للطاقة بأكثر من 33 دولارًا مليار دولار تقدمها اتحادات خاصة للمساعدة في التخفيف من النقص المزمن في الطاقة في باكستان،  والذي يصل بشكل منتظم إلى أكثر من 4500 ميجاوات،  وقد خسر ما يقدر بنسبة 2-2.5 ٪ من الناتج المحلي الإجمالي السنوي لباكستان. وسيتم نقل أكثر من 10.400 ميغاواط من طاقة توليد الطاقة بحلول نهاية عام 2018، مع تطوير معظمها كجزء من مشاريع «الحصاد المبكر» السريعة. كما سيتم إنشاء شبكة من خطوط الأنابيب لنقل الغاز الطبيعي المسال والنفط كجزء من المشروع، بما في ذلك 2.5 دولار مليار لإنشاء خط أنابيب بين جوادر ونوابشة لنقل الغاز في نهاية المطاف من إيران. وسيتم توليد الكهرباء من هذه المشاريع بشكل أساسي من الوقود الأحفوري، على الرغم من تضمين مشاريع الطاقة الكهرومائية وطاقة الرياح أيضًا، وكذلك إنشاء واحدة من أكبر مزارع الطاقة الشمسية في العالم.
في حالة تنفيذ مشاريع بقيمة 46 مليار دولار مبدئيًا، فإن قيمة هذه المشاريع ستكون معادلة تقريبًا لجميع الاستثمارات الأجنبية المباشرة في باكستان منذ عام 1970،  وستكون مساوية لـ 17 ٪ من إجمالي الناتج المحلي لباكستان لعام 2015. من المشروع الأولي، توسع النطاق من صافي بقيمة 46 مليار دولار إلى 60 مليار دولار وفقًا لبعض المصادر. يُنظر إلى الممر الاقتصادي الصيني الباكستاني على أنه الدعامة الرئيسية لمبادرة الحزام والطريق للزعيم الصيني شي جين بينغ.
وفقًا للإحصاءات الرسمية فإن 20٪ من الممر عبارة عن تمويل قائم على الديون،  في حين أن 80٪ من الممر عبارة عن استثمارات في مشاريع مشتركة (JV) بين باكستان والصين،  حيث يساهم المشروع في 40.000 فرصة عمل للباكستانيين المحليين و80 ألف وظيفة للصينيين. وتشير الإحصاءات الرسمية إلى عودة 6 مليارات دولار إلى 8 مليارات دولار من الضرائب سنويًا مثل رسوم الطرق والجسور. ويبلغ إجمالي قرض الممر الاقتصادي الباكستاني 6٪ من الناتج المحلي الإجمالي لباكستان، ومع ذلك فقد ادعت الحكومة الهندية أن المشروع وقع في فخ الديون. ومع ذلك رد المسؤولون بأن 3.5٪ من الناتج المحلي الإجمالي الباكستاني يتم فقده سنويًا بسبب ضعف شبكات النقل، والذي يهدف استثمار الممر الاقتصادي الباكستاني إلى معالجته مما يؤدي إلى فوائد إضافية لأي تأخر في إحصائيات النمو في باكستان. وقد صرح المحللون الاقتصاديون بفوائد ملموسة لهذه المبادرة بما في ذلك إنهاء النقص الكبير في الطاقة في باكستان والذي أدى في السابق إلى شل النمو الاقتصادي. في 14 يناير 2020 قامت باكستان بتشغيل ميناء جوادر لتجارة الترانزيت الأفغانية.
وبحسب نقاد من بينهم الولايات المتحدة والهند، فإن المشروع فخ للديون. ومع ذلك فقد ذكرت الحكومة الباكستانية أن معظم المشروع يتكون من تمويل الأسهم مثل المشاريع المشتركة بدلاً من تمويل الديون، مما يمنح باكستان وسائل بديلة لزيادة رأس المال للمشروع.

## التاريخ

### خلفية
تعود مخططات إنشاء ممر يمتد من الحدود الصينية إلى موانئ المياه العميقة الباكستانية على بحر العرب إلى الخمسينيات من القرن الماضي، وقد بدأ بناء طريق كاراكورام السريع في عام 1959. وتم إحياء الاهتمام الصيني بميناء المياه العميقة الباكستاني في جوادر بحلول عام 2002 عندما بدأت الصين البناء في ميناء جوادر الذي اكتمل في عام 2006. ثم توقف توسيع ميناء جوادر بعد ذلك بسبب عدم الاستقرار السياسي في باكستان بعد سقوط الجنرال برويز مشرف والصراع اللاحق بين الدولة الباكستانية ومقاتلي طالبان.
في عام 2013 قرر الرئيس الباكستاني آنذاك آصف علي زرداري ورئيس مجلس الدولة الصيني لي كه تشيانغ تعزيز التواصل المتبادل. وقد وقع شو شاو شي وشاهد أمجد شودري مذكرة تفاهم حول التعاون للخطة طويلة المدى للممر الاقتصادي الصيني الباكستاني بين الحكومتين.
وفي فبراير 2014 زار الرئيس الباكستاني ممنون حسين الصين لمناقشة خطط إنشاء ممر اقتصادي في باكستان. وبعد شهرين التقى رئيس الوزراء الباكستاني نواز شريف برئيس الوزراء لي كيكيانغ في الصين لمناقشة المزيد من الخطط،  أدت تلك اللقاءات إلى نطاق كامل للمشروع،  وفي نوفمبر 2014 أعلنت الحكومة الصينية عزمها على تمويل الشركات الصينية كجزء من 45.6 دولار مليار مشروع للطاقة والبنية التحتية في باكستان كجزء من الممر الاقتصادي.

### اعلان الممر
خلال زيارة الدولة التي قام بها الزعيم الصيني شي جين بينغ إلى باكستان في أبريل 2015 كتب في الافتتاحية: «ستكون هذه رحلتي الأولى إلى باكستان لكني أشعر وكأنني ذاهب لزيارة منزل أخي.» وفي 20 أبريل 2015 وقعت باكستان والصين اتفاقية لبدء العمل على اتفاقية بقيمة 46 مليار دولار أي ما يقرب من 20 ٪ من الناتج المحلي الإجمالي السنوي لباكستان،  مع ما يقرب من 28 مليار دولار من مشاريع «الحصاد المبكر» السريعة التي سيتم تطويرها بحلول نهاية عام 2018.

### التطورات اللاحقة
وقعت الصين وباكستان 20 اتفاقية أخرى في 12 أغسطس 2015 في مدينة كاراماي بقيمة 1.6 دولار مليار دولار لزيادة حجم ونطاق الممر الاقتصادي،  وكانت تفاصيل الخطة الاتفاقيات،  ولكن يقال إنها تركز بشكل أساسي على زيادة قدرة توليد الطاقة. وكجزء من الاتفاقية وافقت باكستان والصين على التعاون في مجال أبحاث الفضاء.
في سبتمبر وأكتوبر 2015، أعلنت حكومة المملكة المتحدة عن منحتين منفصلتين لحكومة باكستان لبناء طرق مكملة للممر،  وفي نوفمبر 2015 أدرجت الصين الممر في خطتها التنموية الخمسية الثالثة عشرة،  بينما في ديسمبر 2015، اتفقت الصين وباكستان على استثمار إضافي بقيمة 1.5 مليار دولار لإنشاء مجمع معلومات وتكنولوجيا كجزء من مشروع الممر. في 8 أبريل 2016 خلال زيارة رئيس الحزب الشيوعي في شينجيانغ Zhang Chunxian، وقعت الشركات من شينجيانغ مع نظرائهم الباكستانيين 2 دولار مليار من الاتفاقات الإضافية التي تغطي البنية التحتية والطاقة الشمسية والخدمات اللوجستية.
وصلت القافلة الأولى من الصين إلى جوادر في 13 نوفمبر 2016، وبالتالي أضفت الطابع الرسمي على عملية الممر الاقتصادي. وفي 2 كانون الأول / ديسمبر 2016 غادر أول قطار بضائع عبر خط السكك الحديدية المباشر وخدمة الشحن البحري بين الصين وباكستان من يونان. محمّل بـ 500 طن من السلع كونمينغ متوجهاً إلى مدينة جوانجزو الساحلية حيث سيتم تحميل البضائع على متن السفن ونقلها إلى كراتشي، إيذانا بافتتاح الطريق الجديد. ستعمل السكك الحديدية الجديدة والشحن البحري على خفض التكاليف اللوجستية بما في ذلك النقل بنسبة 50 في المائة.
في نوفمبر 2016 أعلنت الصين عن استثمار إضافي بقيمة 8.5 مليار دولار في باكستان مع تخصيص 4.5 مليار دولار لتحديث خط السكك الحديدية الرئيسي في باكستان من كراتشي إلى بيشاور بما في ذلك المسارات والسرعة والإشارات، و4 مليارات دولار لمحطة الغاز الطبيعي المسال وخطوط النقل للمساعدة في التخفيف من نقص الطاقة. وفي فبراير 2017 أعرب السفير المصري لدى باكستان عن اهتمامه بالتعاون مع الممر. وفي يناير 2017 صرح رئيس وزراء خيبر باختونخوا برفيز خطاك أنه تلقى تأكيدات من شركات الاستثمار الصينية بأنها ستستثمر ما يصل إلى 20 مليار دولار في المشاريع. وفي مارس 2017 تم توقيع اتفاقية للمشاريع والتي تشمل: مصفاة نفط بقيمة 1.5 مليار دولار، ومشاريع ري بقيمة ملياري دولار، وطريق سريع بقيمة ملياري دولار بين تشيترال ودي خان، ومشاريع الطاقة الكهرومائية بقيمة 7 مليارات دولار.
اعتبارًا من سبتمبر 2017 كانت أكثر من 14 مليار دولار من المشاريع قيد الإنشاء. وفي مارس 2018 أعلنت باكستان أنه بعد الانتهاء من مشاريع الطاقة قيد الإنشاء، سيتم توجيه مشاريع الطاقة المستقبلية في الممر نحو مشاريع الطاقة الكهرومائية.

## مشاريع في ميناء ومدينة جوادر

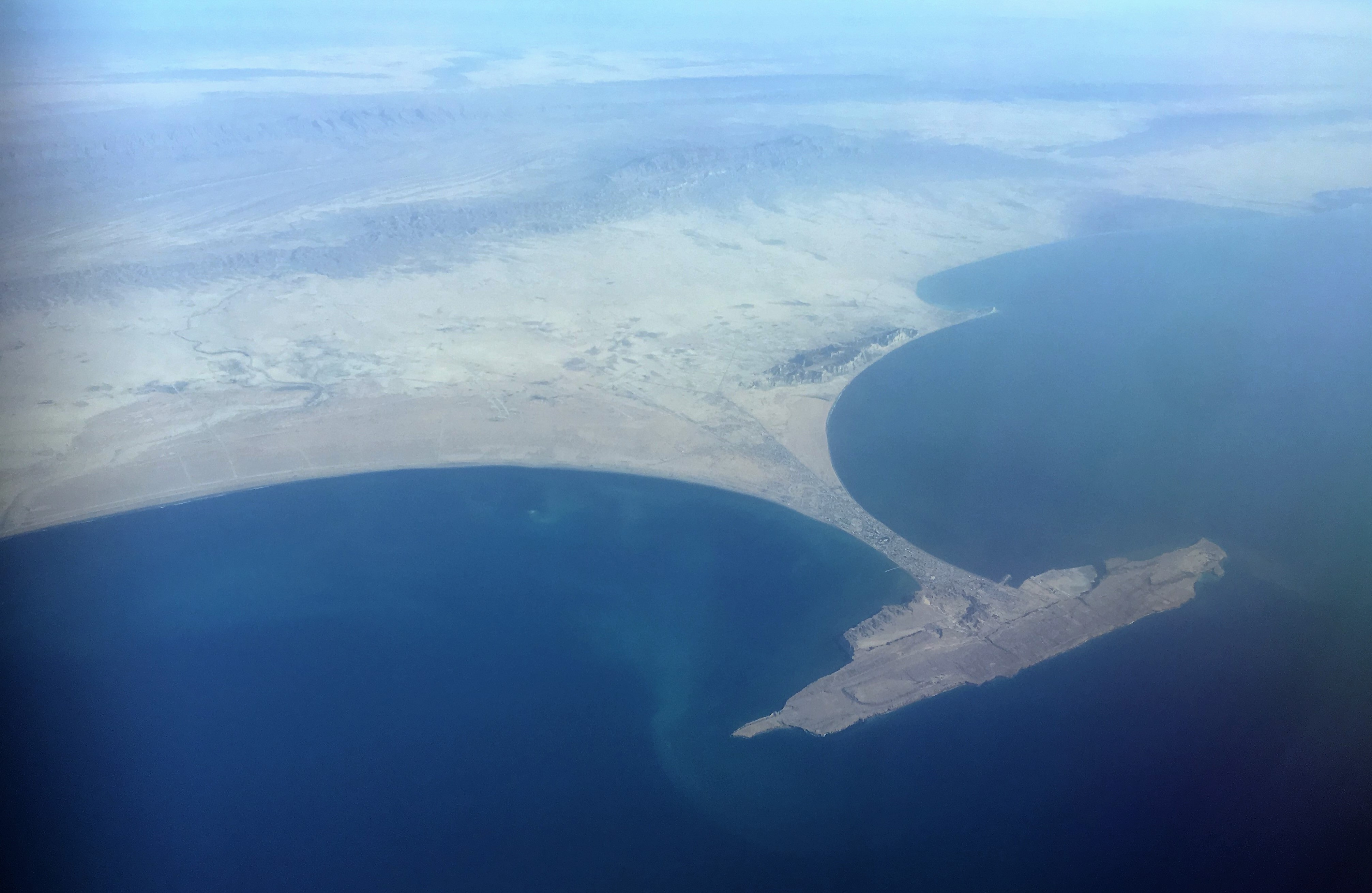
منظر لبرزخ ورعن جوادر.

تشكل جوادر جوهر مشروع الممر الاقتصادي الصيني-الباكستاني، حيث من المتوقع أن تكون الرابط بين مشروع الحزام والطريق الواحد الطموح في الصين ومشروع طريق الحرير البحري للقرن الحادي والعشرين،  ومن المقرر تطوير مشاريع بقيمة مليار دولار حول ميناء جوادر بحلول ديسمبر 2017.

### مجمع ميناء جوادر
بدأت أعمال البنية التحتية الأولية في ميناء جوادر في عام 2002 وتم الانتهاء منها في عام 2007،  ومع ذلك توقفت خطط تطوير وتوسيع ميناء جوادر. بموجب اتفاقية الممر الاقتصادي الصيني-الباكستاني سيتم في البداية توسيع ميناء جوادر وتحديثه للسماح لرسو السفن الأكبر حجمًا بحمولة تصل إلى 70,000 طن. وتتضمن خطط التحسين أيضًا بناء حاجز أمواج بتكلفة 130 مليون دولار حول الميناء،  بالإضافة إلى بناء منشأة غاز طبيعي مسال عائمة تبلغ طاقتها 500 مليون قدم مكعب من الغاز الطبيعي المسال يوميًا وسيتم توصيلها بجزء جوادر نوابشة من خط أنابيب غاز إيران - باكستان.
يقع الميناء الموسع بالقرب من منطقة تجارة حرة في جوادر تبلغ مساحتها 2,282 فدانًا والتي يتم تصميمها على غرار المناطق الاقتصادية الخاصة في الصين. وقد تم تسليم قطعة الأرض لشركة China Overseas Port Holding Company في نوفمبر 2015 كجزء من عقد إيجار مدته 43 عامًا. سيشمل الموقع مناطق التصنيع ومراكز الخدمات اللوجستية والمستودعات ومراكز العرض. وسيتم إعفاء الأعمال التجارية الموجودة في المنطقة من سلطات الجمارك بالإضافة إلى العديد من الضرائب الإقليمية والفيدرالية. وسيتم إعفاء الأعمال التي يتم تأسيسها في المنطقة الاقتصادية الخاصة من الدخل الباكستاني والمبيعات وضرائب الإنتاج الفيدرالية لمدة 23 عامًا. وسيتم إعفاء المقاولين والمقاولين من الباطن المرتبطين بشركة China Overseas Port Holding من هذه الضرائب لمدة 20 عامًا،  بينما سيتم منح إعفاء ضريبي لمدة 40 عامًا لواردات المعدات والمواد والآلات والأجهزة والملحقات التي لتكون لبناء ميناء جوادر والمنطقة الاقتصادية الخاصة.
سيتم الانتهاء من المنطقة الاقتصادية الخاصة على ثلاث مراحل بحلول عام 2025، ومن المتصور أن يتم تطوير الصناعات التحويلية والتجهيزية، في حين أن التوسع الإضافي في المنطقة من المقرر أن يكتمل بحلول عام 2030. وفي 10 أبريل 2016 قال Zhang Baozhong رئيس شركة China Overseas Port Holding Company في محادثة معصحيفة واشنطن بوست إن شركته تخطط لإنفاق 4.5 دولار مليار على الطرق والطاقة والفنادق والبنية التحتية الأخرى للمنطقة الصناعية بالإضافة إلى مشاريع أخرى في مدينة جوادر.

### مشاريع في مدينة جوادر
ستمنح الصين 230 مليون دولار لباكستان لبناء مطار دولي جديد في جوادر،  وقد خصصت حكومة مقاطعة بلوشستان 4000 فدان لبناء مطار جوادر الدولي الجديد بكلفة 230 مليون دولار خلال 30 شهرًا،  وسيتم تمويل تكاليفه بالكامل من خلال منح من الحكومة الصينية والتي لن تكون باكستان ملزمة بسدادها.
يتم تطوير مدينة جوادر بشكل أكبر من خلال بناء محطة طاقة تعمل بالفحم بقدرة 300 ميجاوات، ومحطة لتحلية المياه ومستشفى جديد بسعة 300 سرير. وتشمل خطط مدينة جوادر أيضًا إنشاء طريق East Bay Expressway - طريق الوصول المتحكم فيه بطول 19 كيلومترًا والذي سيربط ميناء جوادر بطريق مكران الساحلي السريع. حيث تقدر تكلفة هذه المشاريع الإضافية بـ 800 مليون دولار، وسيتم تمويلها بقروض بدون فوائد مقدمة من بنك Exim Bank of China.
أعلنت الحكومة الباكستانية في سبتمبر 2015 عزمها على إنشاء معهد تدريب باسم المعهد التقني والمهني باك-تشاينا في جوادر،  والذي سيتم تطويره من قبل هيئة ميناء جوادر بتكلفة 943 مليون روبية، وهي مصممة لتزويد السكان بالمهارات المطلوبة للتشغيل والعمل في ميناء جوادر الموسع.
اعتبارًا من عام 2017 يوجد إجمالي 9 مشاريع ممولة من الصين في جوادر وحولها،  ويشمل تطوير جوادر بناء مستشفى بمنحة حكومية صينية. في إطار المشروع المقترح وسيتم إنشاء الكتل الطبية ومعاهد التمريض والمساعدات الطبية وكلية الطب والمختبر المركزي والمرافق الأخرى المرتبطة بها مع توفير المعدات والآلات الطبية.
في عام 2020 أفرجت الحكومة عن أموال قدرها 320 مليون روبية لمحطة تحلية مياه البحر في جوادر، بطاقة خمسة ملايين جالون في اليوم. كما تم استخدام الأموال في توسيع شبكة الألياف الضوئية في جوادر. وإنشاء رصيف رسو.

## مشاريع الطرق

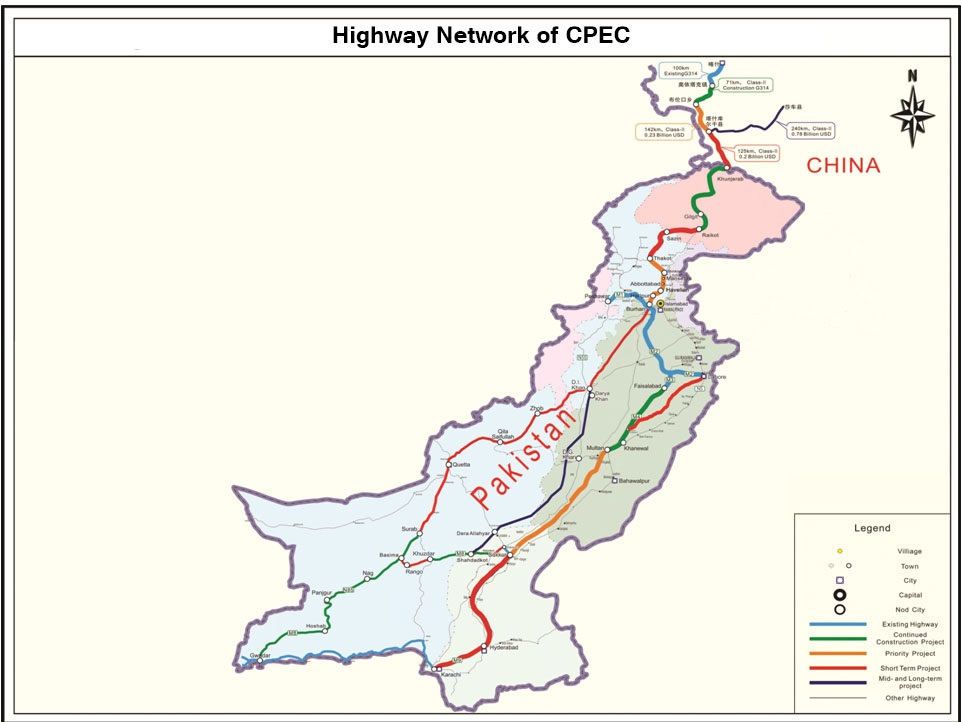
خريطة لشبكة طرق CPEC.

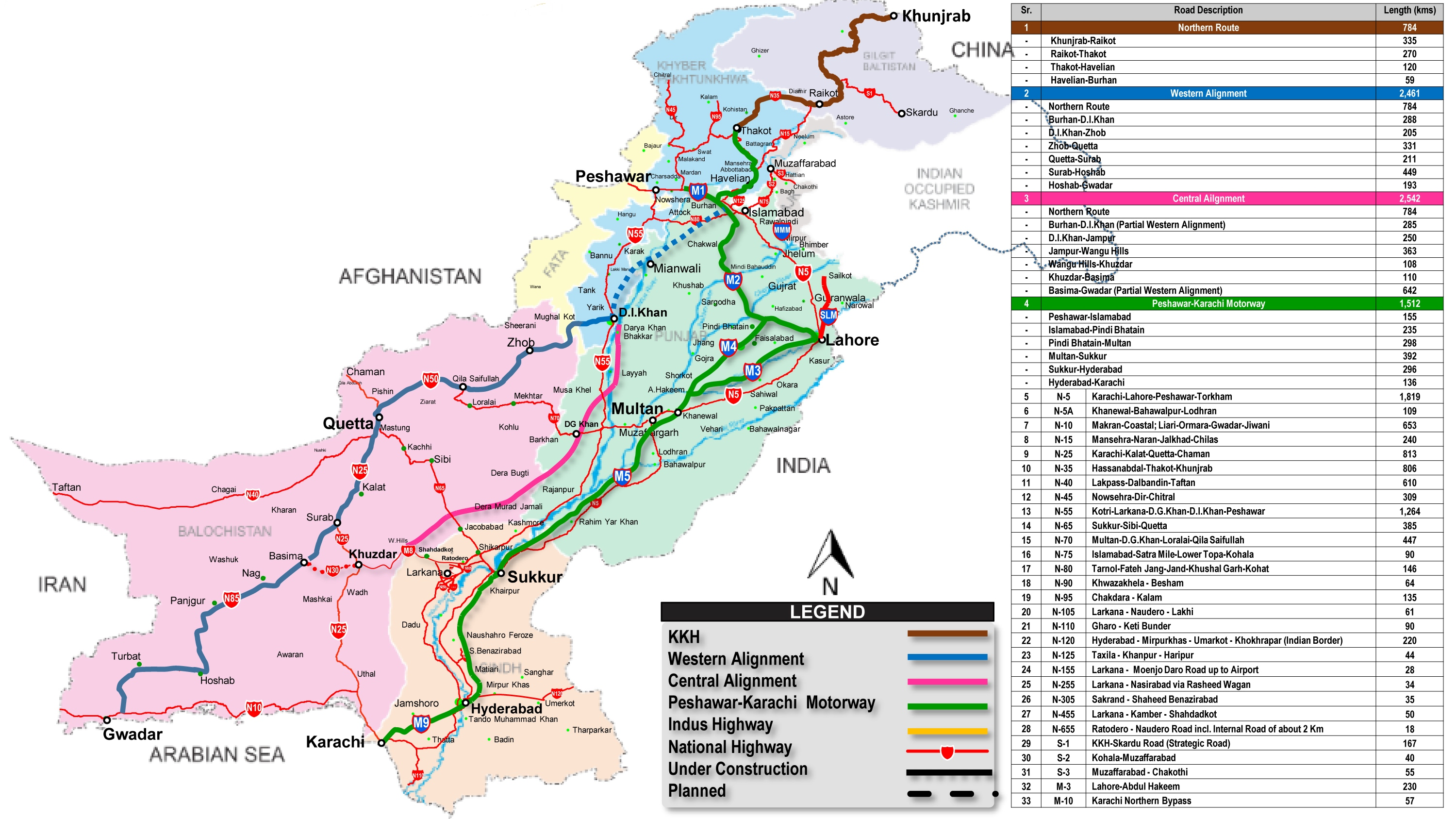

يتصور مشروع الممر الاقتصادي الصيني الباكستاني تطويرات وإصلاحات كبيرة للبنية التحتية للنقل في باكستان. أعلنت الصين عن تمويل بقيمة 10.63 مليار دولار لقطاع البنية التحتية للنقل في إطار مشروع الممر الاقتصادي الصيني-الباكستاني حتى الآن؛ وتم تخصيص 6.1 مليار دولار لبناء مشاريع طرق «الحصاد المبكر» بنسبة فائدة 1.6 في المائة. وسيتم تخصيص الأموال المتبقية عندما تمنح الحكومة الباكستانية عقودًا لبناء أجزاء من الطرق التي لا تزال في مرحلة التخطيط.
تم تحديد ثلاثة ممرات لنقل البضائع:
1. المحاذاة الشرقية عبر مقاطعات السند والبنجاب المكتظة بالسكان حيث توجد معظم الصناعات
2. المحاذاة الغربية عبر مقاطعات خيبر باختونخوا وبلوشستان الأقل تطورًا والأكثر كثافة سكانية
3. المحاذاة المركزية المستقبلية التي ستمر عبر خيبر بختونخوا والبنجاب وبلوشستان.[88]

### طريق كاراكورام السريع

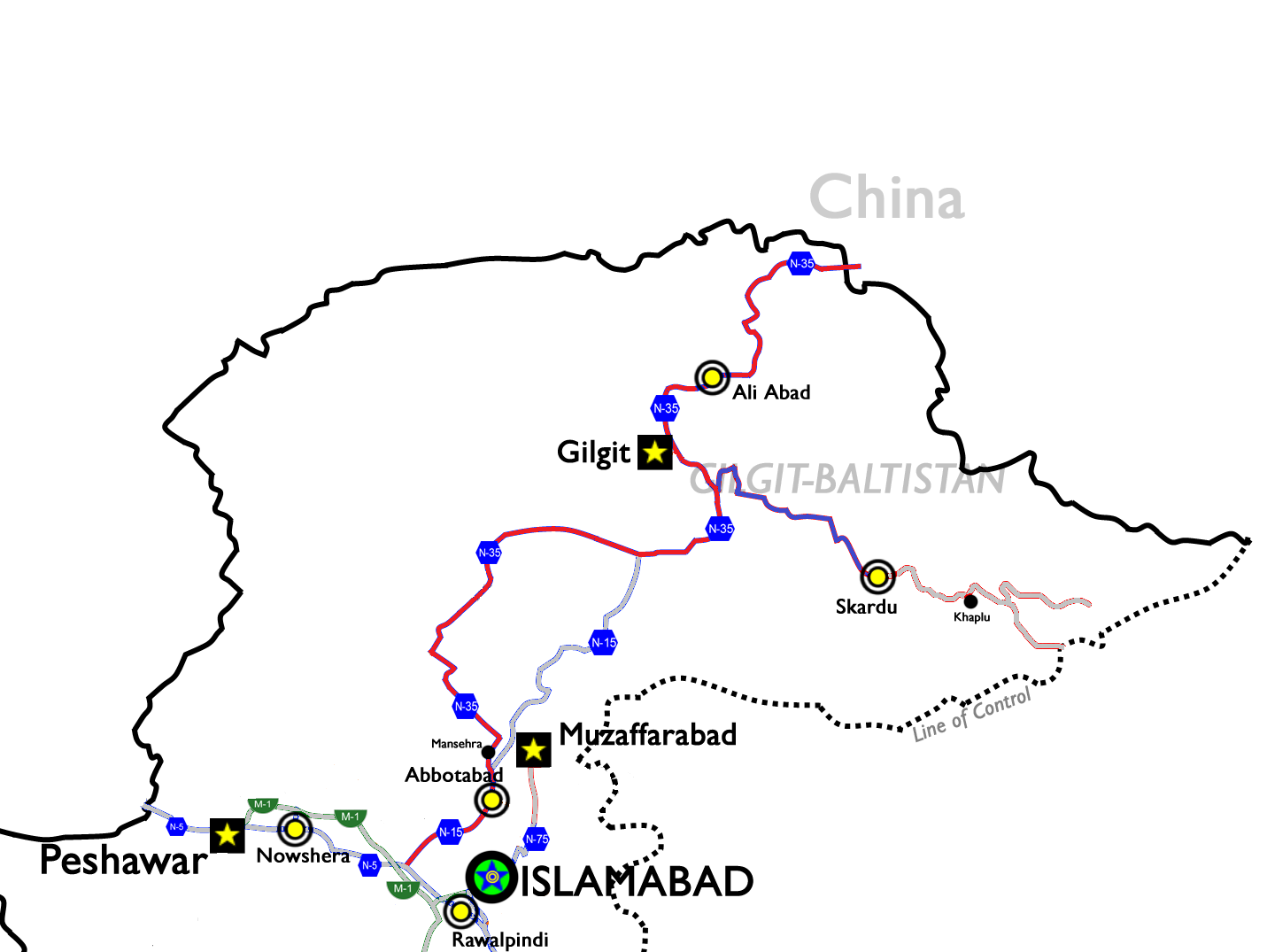
يتم تمييز مسار الطريق السريع الوطني 35 باللون الأحمر، والذي سيتم إعادة بنائه وترقيته بالكامل بموجب اتفاقية CPEC. يتم تمييز الطريق الذي يبلغ طوله 175 كيلومترًا بين جيلجيت وسكاردو باللون الأزرق والذي سيتم ترقيته إلى طريق سريع مكون من 4 حارات.

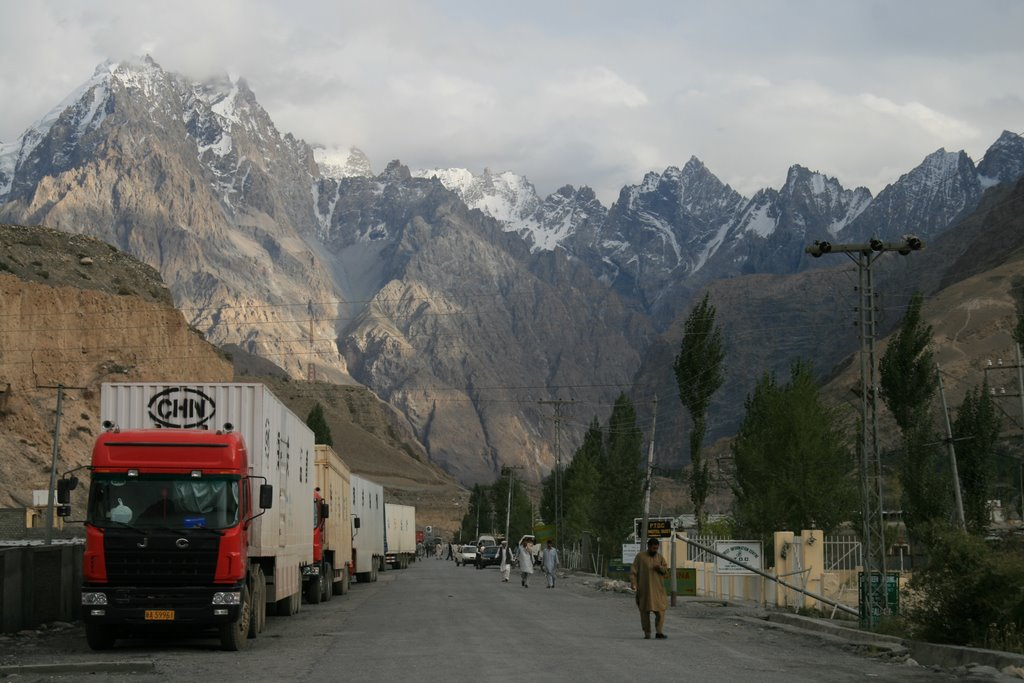
تجري الصين وباكستان بالفعل التجارة عبر طريق كاراكورام السريع.

تهدف مشاريع الممر الاقتصادي الصيني الباكستاني إلى إعادة إعمار وتحديث على الطريق السريع الوطني (N-35)، والذي يشكل الجزء الباكستاني من طريق كاراكورام السريع (KKH). حيث يمتد على مسافة 887 كيلومتر بين الحدود الصينية الباكستانية وبلدة برهان بالقرب من حسن عبد. حيث سيتقاطع الطريق السريع M1 الحالي مع N-35 عند تقاطع شاه مقصود في برهان. ومن برهان يستمر الوصول إلى إسلام أباد ولاهور كجزء من الطريقين السريعين الحاليين M1 وM2. وسيكون برهان أيضًا عند تقاطع المحاذاة الشرقية والمحاذاة الغربية.
يشار رسميًا إلى تطويرات المقطع الذي يبلغ طوله 487 كيلومتر بين برهان ورايكوت من طريق كاراكورام السريع في باكستان باسم مشروع المرحلة الثانية من طريق كاراكورام السريع، وفي الطرف الجنوبي من N-35 تجري الأعمال لبناء طريق سريع بطول 59 كيلومتر يتكون من 4 حارات ويمكن التحكم فيه بين برهان وهافيليان، والذي سيشار إليه رسميًا عند اكتماله باسم الطريق السريع E-35. وسيتم تطوير 66 كيلومتر التالية من الطريق شمال هافيليان إلى طريق مزدوج مكون من 4 حارات بين هافيليان وشينكياري. وقد بدأ العمل على هذا الجزء في أبريل 2016.
سيتم بناء طريق سريع مكون من مسارين بطول 354 كيلومتر من شمال شينكياري إلى رايكوت بالقرب من تشيلاس،  وقد بدأ البناء في القسم الأول بين شينكياري وتاكوت في أبريل 2016 بالاشتراك مع بناء طريق هافيليان إلى شينكياري المكون من 4 حارات إلى الجنوب. ومن المتوقع أن يكتمل البناء في كلا القسمين خلال 42 شهرًا بتكلفة تقارب 1.26 مليار دولار مع 90 ٪ من تمويل بنك EXIM الصيني في شكل قروض ميسرة بأسعار فائدة منخفضة.
تقوم فيها الحكومة الباكستانية حاليًا إما بالتخطيط أو البناء النشط للعديد من مشاريع الطاقة الكهرومائية في المنطقة الممتدة بين ثاكوت ورايكوت، وأبرزها سد ديامر باشا وسد داسو، وسيتم إعادة بناء أقسام N-35 حول هذه المشاريع بالكامل جنبًا إلى جنب مع بناء السدود. وفي غضون ذلك يتم حاليًا تطوير القسم N-35 من حالته الحالية حتى يبدأ بناء السد بكامل قوته في تاريخ لاحق، ومن المتوقع أن تكتمل مشاريع التحسين في هذا القسم بحلول يناير 2017 بتكلفة حوالي 72 مليون دولار. تربط الطريق التالية البالغ طولها 335 كيلومتر رايكوت بالحدود الصينية الباكستانية. وقد سبقت أعمال إعادة الإعمار في هذا الجزء من الطريق مشروع الممر الاقتصادي الباكستاني، وبدأت بعد حدوث أضرار جسيمة للطرق في المنطقة بعد فيضانات باكستان عام 2010، وقد تم الانتهاء من معظم هذا الجزء من الطريق في سبتمبر 2012 بتكلفة 510 مليون دولار.
هز زلزال كبير المنطقة الأقرب إلى الحدود بين الصين وباكستان في عام 2010، مما تسبب في انهيارات أرضية ضخمة أدت إلى سد نهر السند، مما أدى إلى تكوين بحيرة عطا أباد، التي غمرت أجزاء من طريق كاراكورام السريع في البحيرة، مما أجبر حركة مرور المركبات على المراكب لاجتياز الخزان الجديد. بدأ تشييد طريق قراقرم السريع المكون من سلسلة بطول 24 كيلومتر من الجسور والأنفاق المؤدية إلى بحيرة عطا آباد في عام 2012 واستغرق إكمالها 36 شهرًا. يتكون الممر الالتفافي من جسرين كبيرين وأنفاق بطول 5 كيلومترات تم افتتاحها للاستخدام العام في 14 سبتمبر 2015 بتكلفة 275 مليون دولار. وسيتم تطوير الطريق البالغ طوله 175 كيلومتر بين جيلجيت وسكاردو ليصبح طريقًا مكونًا من 4 حارات بتكلفة 475 دولارًا مليون لتوفير الوصول المباشر إلى Skardu من خلال N-35.

### المحاذاة الشرقية
يشير مصطلح المحاذاة الشرقية لـ CPEC إلى مشاريع الطرق الموجودة في مقاطعتي السند والبنجاب والتي تم تصور بعضها لأول مرة في عام 1991،  كجزء من المحاذاة الشرقية وسيربط طريق سريع أكبر مدينتين في باكستان وهما كراتشي ولاهور يبلغ طوله 1,152كيلومتر يمكون6من حارات مصمم لسرعات سفر تصل إلى 120 كيلومتر في الساعة. سيكلف المشروع بأكمله حوالي 6.6 مليار دولار، وسيتم تمويل الجزء الأكبر من قبل مختلف البنوك المملوكة للدولة الصينية.
ينقسم مشروع الطريق السريع Eastern Alignment إلى أربعة أقسام: مقطع بطول 136 كيلومتر بين كراتشي وحيدر أباد يُعرف أيضًا باسم الطريق السريع M9، ومقطع بطول 345 كيلومتر بين حيدر أباد وسكور، ومقطع بطول 392 كيلومتر بين سكور وملتان  ومقطع طوله 333 كيلومتر بين ملتان ولاهور عبر بلدة عبد الحكيم.
القسم الأول من المشروع يهدف لتوفير وصول سريع للطرق من ميناء كراتشي إلى مدينة حيدر أباد والسند الداخلية، وقد بدأت أعمال التطوير والبناء في هذا القسم المعروف حاليًا باسم الطريق السريع الفائق بين كراتشي وحيدر أباد في مارس 2015، وستحول الطريق إلى الطريق السريع M9 الذي يتم التحكم فيه من 4 حارات والذي سيتم الانتهاء منه خلال 30 شهرًا. في فبراير 2017 تم فتح 75 كيلومتر من الطريق السريع للاستخدام العام من قبل رئيس الوزراء نواز شريف.
عند نهاية الطريق السريع M9 في حيدر أباد سيستمر طريق كراتشي لاهور السريع إلى سوكور باعتباره طريقًا سريعًا مكون من ستة حارات يعرف أيضًا باسم الطريق السريع M6 والذي سيكون بطول 345 كيلومتر،  التكلفة المخطط لها لهذا المشروع هي 1.7 مليار دولار، ، وسوف توفر طرق الوصول عالي السرعة إلى المناطق الداخلية السند - وخاصة بالقرب من بلدتي ماتيري، نواب شاه، وخير بور. سيتطلب المشروع بناء سبعة تقاطعات و25 جسراً على نهر إندوس وقنوات الري،  ويمتد المسار المخطط للطريق السريع بالتوازي تقريبًا مع الطريق السريع الوطني الحالي وطريق Indus السريع في أجزاء مختلفة. في يوليو 2016 أعلنت الحكومة الباكستانية أن المشروع سيكون مفتوحًا لمقدمي العطاءات الدوليين على أساس البناء والتشغيل والتحويل حيث أعربت الشركات الصينية والكورية الجنوبية عن اهتمامها بالمشروع.
تقدر تكلفة مقطع سوكور إلى مولتان البالغ طوله 392 كيلومتراً من الطريق السريع بـ 2.89 مليار دولار،  وقد تم افتتاح أعمال البناء على هذا الجزء من الطريق في 6 مايو 2016 واكتمل في سبتمبر 2019. وهو طريق سريع ذو ستة حارات،  مع 11 تقاطعًا مخططًا، و10 مرافق استراحة، و492 نفقًا، و54 جسرًا على طول طريقه.
منحت الحكومة الباكستانية في يناير 2016 عقدًا لبناء هذا القسم لشركة شركة البناء الحكومية الصينية، ولكن لم يتم منح الموافقات النهائية المطلوبة لصرف الأموال من قبل حكومة جمهورية الصين الشعبية حتى مايو 2016. تم تمويل 90٪ من تكلفة المشروع بقروض ميسرة من الصين، بينما تم تمويل 10٪ المتبقية من قبل حكومة باكستان.
تبلغ تكلفة بناء الجزء بين ملتان ولاهور بتكلفة حوالي 1.5 مليار دولار،  وقد تم إطلاقه في نوفمبر 2015  كمشروع مشترك بين شركة بناء السكك الحديدية الصينية المحدودة وشركة ظاهر خان وإخوانه الباكستانية،  ويبلغ الطول الإجمالي لهذا المقطع من الطريق السريع 333 كيلومتر. ومع ذلك تم تصميم أول 102 كيلومتر من الطريق بين خانوال وعبد الحكيم كجزء من الطريق السريع M4، بتمويل بنك التنمية الآسيوي.

### المحاذاة الغربية

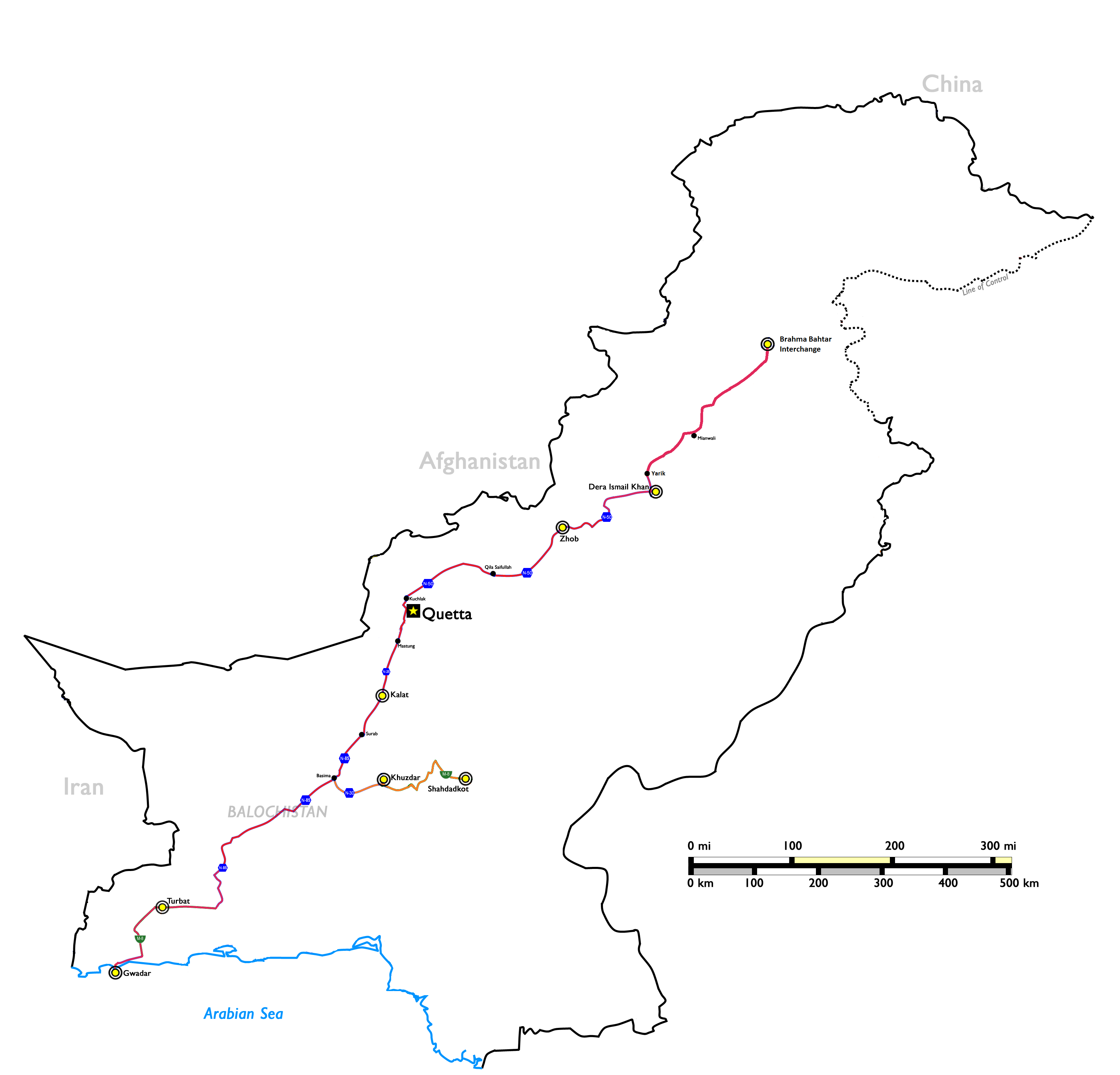
يصور الخط الأحمر المحاذاة الغربية للممر. سيربط الطريق البالغ طوله 1،153 كيلومترًا تقاطع براهما باهتار للطريق السريع M1 مع مدينة جوادر في مقاطعة بلوشستان. الجزء الذي يصوره الخط البرتقالي بين باسمة وشهدكوت يعتبر أحيانًا جزءًا من الاصطفاف الغربي.

يتصور مشروع الممر إنشاء شبكة طرق موسعة ومحدثة في مقاطعات بلوشستان وخيبر بختونخوا وغرب البنجاب كجزء من المحاذاة الغربية، وسينتج عن مشروع المحاذاة الغربية تطوير عدة مئات من الكيلومترات من الطرق إلى طرق سريعة مقسمة إلى حارتين وأربع حارات بحلول منتصف عام 2018، مع حيازة الأراضي الكافية لتطوير أجزاء من الطريق إلى طريق سريع مكون من 6 حارات في المستقبل. في المجموع يتصور مشروع الممر إعادة بناء 870 كيلومتر من الطرق في مقاطعة بلوشستان وحدها كجزء من المحاذاة الغربية، وقد أعيد بناء 620 كيلومتر بالفعل اعتبارًا من يناير 2016، من أصل 870 كيلومتر من الطرق 
ستبدأ شبكة طرق المحاذاة الغربية عند تقاطع Barahma Bahtar على الطريق السريع M1 بالقرب من بلدتي برهان وحسن عبد في مقاطعة البنجاب الشمالية. وسيرتبط طريق كاراكورام السريع الذي أعيد بناؤه حديثًا بالمحاذاة الغربية في برهان، بالقرب من طريق براهما باهتار - ياريك السريع الجديد الذي يبلغ طوله 285 كيلومتر. وسينتهي الطريق السريع بالقرب من بلدة ياريك شمال ديرا إسماعيل خان. وقد وضعت حجر الأساس للمشروع في 17 مايو 2016. وسيعبر الطريق السريع منطقة السند ساجار دواب، ويعبر نهر السند في ميانوالي قبل الدخول إلى مقاطعة خيبر بختونخوا. مكوناً من 11 تقاطعًا و74 قناة و3 جسور رئيسية تمتد عبر أنهار نهر السند وSoan وKurram. وتبلغ التكاليف الإجمالية للمشروع 1.05 مليار دولار.
سيتم أيضًا تطوير الطريق السريع الوطني N50 في المحطة الجنوبية لطريق براهما باهتار بين ديرا إسماعيل خان في خيبر باختونخوا وزوب في مقاطعة بلوشستان المجاورة، مع إعادة الإعمار في نهاية المطاف بين جوب وكويتا. ويتألف الطريق الذي تم تطويره من 4 حارات ثنائية المسار تمتد لمسافة 205 كيلومترات بين المدينتين.
الجزء الأول من N50 الذي سيتم تطويره بطول 81 كيلومتر من N50 وبدأت أعمال البناء فيه منذ يناير 2016. ومن المتوقع أن يكتمل البناء في هذا الجزء بحلول عام 2018 بتكلفة 86 مليون دولارًا، في حين أن المشروع يعتبر رابطًا حيويًا في المحاذاة الغربية للممر الاقتصادي الصيني-الباكستاني، لن يتم تمويل تكلفة المشروع من قبل البنوك الصينية المملوكة للدولة، ولكن بدلاً من ذلك من قبل بنك التنمية الآسيوي بموجب اتفاقية 2014 التي سبقت الممر،  وكذلك من خلال منحة مقدمة من وزارة التنمية الدولية في المملكة المتحدة.
الطريق السريع الوطني N25 متجهًا جنوبًا من كويتا إلى بلدة سوراب في وسط بلوشستان، بطول 470 كيلومتر يعرف باسم الطريق السريع الوطني N85 وسط بلوشستان مع بلدة هوشاب في جنوب غرب إقليم بلوشستان بالقرب من مدينة توربات، وقد تم الانتهاء من امتداد الطريق بين هذه المدن في ديسمبر 2016  حسب الجدول الزمني.
على طول طريق المحاذاة الغربية، ترتبط مدينتي هوشاب وجوادار بجزء بني حديثًا يبلغ طوله 193 كيلومتر من الطريق السريع M8 - تم الانتهاء من جزء هوشاب إلى جوادر وافتتح في فبراير 2016 من قبل رئيس الوزراء نواز شريف. ستحاط المحاذاة الغربية بمناطق اقتصادية خاصة على طول مسارها،  مع ما لا يقل عن سبع مناطق اقتصادية خاصة مخطط إنشاؤها في خيبر بختونخوا.

#### المحاذاة المركزية
تتكون الخطط طويلة الأجل للمحاذاة المركزية للممر الاقتصادي الصيني الباكستاني من شبكة من الطرق التي ستبدأ في جوادر وتنتقل عبر مدن باسمة وخوزدار وسكور وراجانبور ولاية ومظفر جاره وتنتهي في ديرا إسماعيل خان مع صلات إضافية إلى طريق كاراكورام السريع عبر طريق براهما باهتار - ياريك السريع.

### مشاريع الطرق المرتبطة
المشاريع الممولة من بنك التنمية الآسيوي
لا يندرج الطريق السريع M-4 الذي يبلغ طوله 184 كيلومتر بين فيصل أباد ومولتان ضمن نطاق مشاريع الممر الاقتصادي الصيني الباكستاني، ولكنه مع ذلك يعتبر مشروعاً حيويًا للنقل الخاص بالممر، وسيتم تمويله من قبل بنك التنمية الآسيوي والبنك الآسيوي للاستثمار في البنية التحتية،  وسيكون أول مشروع مشترك بتمويل من تلك البنوك، يأتي التمويل الإضافي البالغ 90.7 مليون دولار من منحة تم الإعلان عنها في أكتوبر 2015 من قبل حكومة المملكة المتحدة من أجل بناء جزء من مشروع الطريق السريع M4.
سيتم أيضًا تطوير طريق كاراكورام السريع جنوب مدينة مانسيهرا إلى طريق سريع يصبح معروفًا رسميًا باسم الطريق السريع E-35، في حين أنه يعتبر جزءًا مهمًا من الطريق بين جوادر والصين، وسيتم تمويل المشروع من قبل بنك التنمية الآسيوي  بمبلغ 121.6 مليون دولار منحة من المملكة المتحدة تجاه المشروع. وبمجرد اكتماله سيوفر الطريق السريع E35 السريع والطريق السريع M4 والطريق السريع كراتشي-لاهور السفر المستمر بسرعة عالية على الطرق السريعة التي يمكن الوصول إليها من مانسيرا إلى كراتشي - على بعد 1550 كيلومتر.
في منتصف الطريق تقريبًا بين Zhob وQuetta، تقع بلدة Qilla Saifullah في بلوشستان عند تقاطع الطريق السريع الوطني N50 والطريق السريع الوطني N70، حيث يشكل الطريقان الطريق الذي يبلغ طوله 447 كيلومتر بين كويتا ومولتان في جنوب البنجاب، في حين أن مشروع N70 ليس رسميًا جزءًا من الممر لكنه سيربط المحاذاة الغربية بطريق كراتشي لاهور السريع في ملتان. ومن المقرر الانتهاء من أعمال إعادة الإعمار في الجزء البالغ 126 كيلومتر من الطريق السريع N70 بين قلعة سيف الله وواجوم بحلول عام 2018،  ويتم تمويلها بمبلغ 195 مليون دولار من بنك التنمية الآسيوي،  وبمبلغ 72.4 مليون دولار منحة من وزارة التنمية الدولية بالمملكة المتحدة.

## مشاريع السكك الحديدية

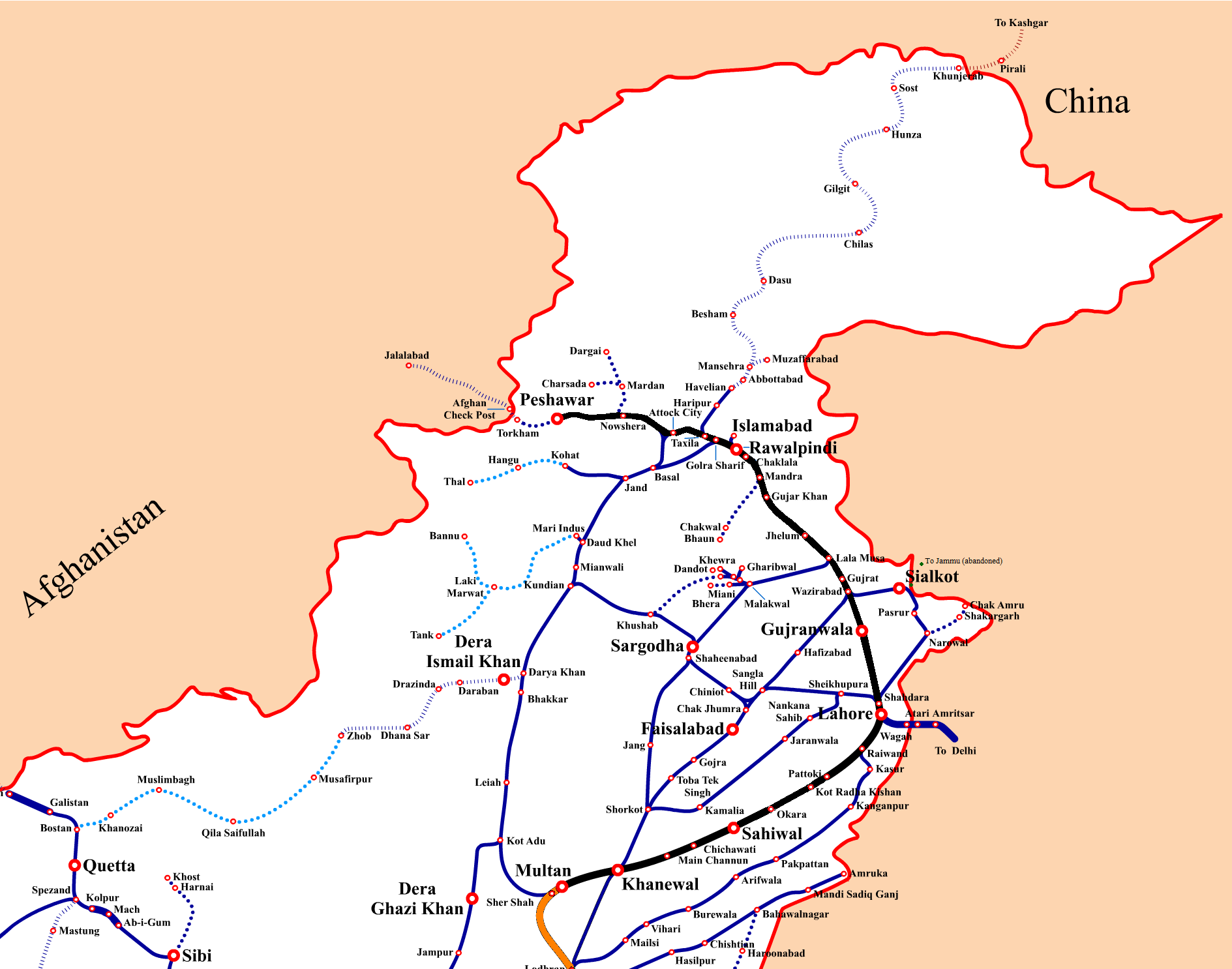
تم تمييز المرحلة الأولى من الإصلاح الشامل وإعادة الإعمار ML-1 باللون الأسود بين بيشاور ولاهور. سيسمح إصلاح وإعادة بناء الخط للقطارات بالسفر بسرعة تصل إلى 160 كيلومترًا في الساعة.

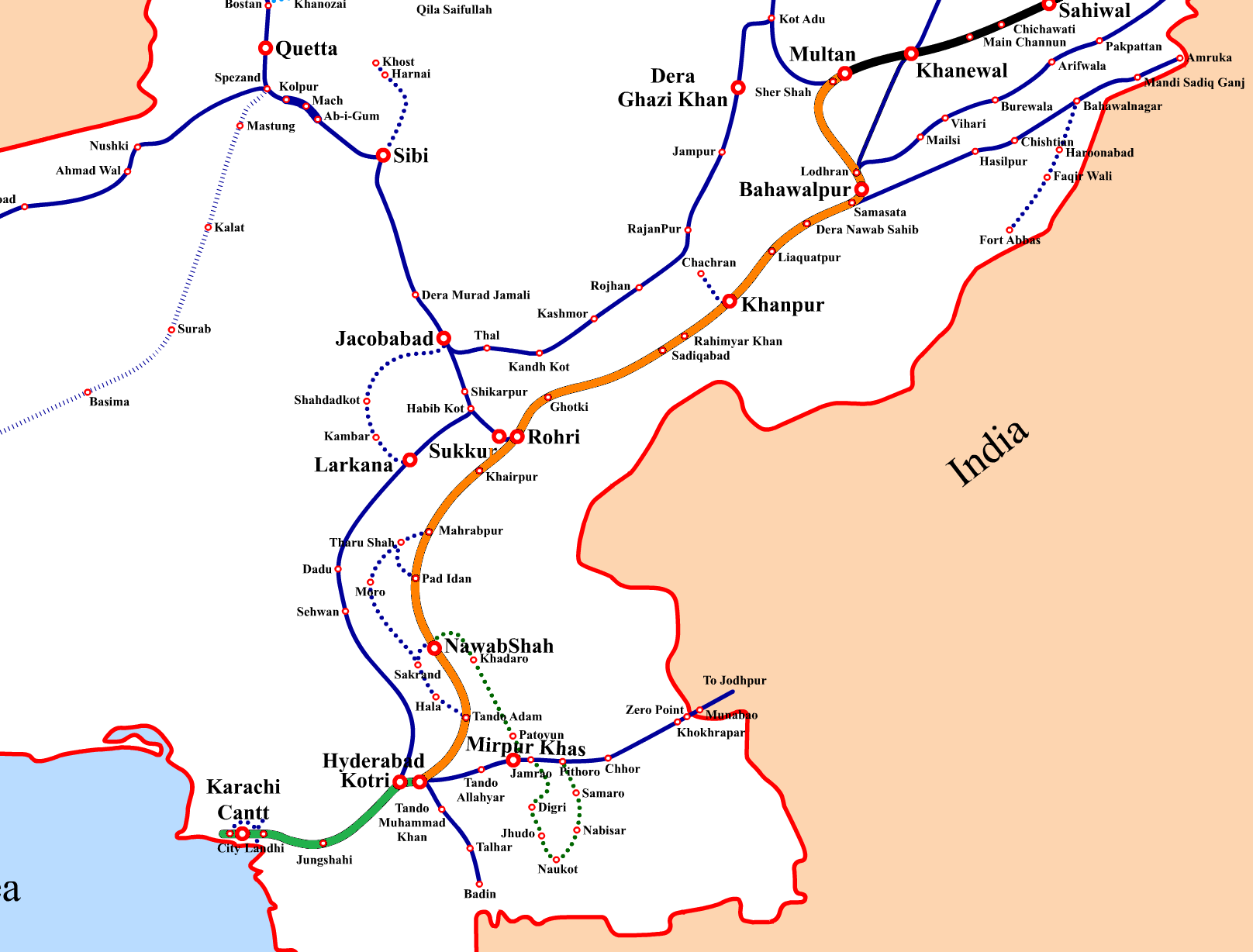
تم تمييز المرحلة الثانية من إصلاح ML-1 بين ملتان وحيدر أباد باللون البرتقالي. تتم الإشارة إلى المرحلة الثالثة من المشروع بالخط الأخضر بين حيدر أباد وكراتشي.

في سبتمبر 2018 خفضت الحكومة الجديدة بقيادة رئيس الوزراء عمران خان الاستثمار الصيني في السكك الحديدية إلى 6.2 مليار دولار بنقص ملياري دولار بسبب أعباء التمويل.
يؤكد مشروع الممر الاقتصادي الباكستاني على التحسينات الرئيسية لنظام السكك الحديدية القديم في باكستان، بما في ذلك إعادة بناء خط السكة الحديد الرئيسي الأول بالكامل بين كراتشي وبيشاور بحلول عام 2020؛  يتعامل هذا الخط الحديدي الفردي حاليًا مع 70٪ من حركة مرور السكك الحديدية الباكستانية. بالإضافة إلى خط السكة الحديد 1 الرئيسي، تم تحديد التطويرات والتوسعات لخط سكة حديد الخط الرئيسي 2، وخط سكة حديد الخط 3. وتدعو خطة CPEC أيضًا إلى استكمال خط سكة حديد عبر ممر خونجراب الذي يبلغ ارتفاعه 4693 مترًا، حيث سيوفر خط السكة الحديد وصولا مباشرا للبضائع الصينية وشرق آسيا إلى الموانئ البحرية الباكستانية في كراتشي وجوادار بحلول عام 2030.
من المقرر أيضًا شراء 250 حافلة ركاب جديدة، وإعادة بناء 21 محطة قطار كجزء من المرحلة الأولى من المشروع - وبذلك يصل إجمالي الاستثمار في نظام السكك الحديدية في باكستان إلى حوالي 5 مليارات دولار بحلول نهاية عام 2019.
سيتم بناء 180 عربة في مصنع السكك الحديدية الباكستانية بالقرب من إسلام أباد،  بينما تعتزم حكومة باكستان شراء 800 حافلة إضافية في وقت لاحق، بنية لبناء 595 من تلك الحافلات في باكستان.
في سبتمبر 2018 خفضت الحكومة الجديدة بقيادة رئيس الوزراء عمران خان الاستثمار الصيني في السكك الحديدية إلى 6.2 مليار دولار بنقص ملياري دولار بسبب أعباء التمويل.

### الخط الرئيسي 1
تتضمن خطة «الحصاد المبكر» CPEC إصلاحًا شاملاً لخط سكة حديد الخط الرئيسي الأول (ML-1) بطول 1,687 كيلومتر بين كراتشي وبيشاور بتكلفة 3.65 مليار دولار للمرحلة الأولى من المشروع،  ومن المتوقع أن تكتمل المرحلة الأولى بحلول ديسمبر 2017. وقد كشفت الصين وباكستان عن خطط للمرحلة الثانية من المشروع في يونيو 2016 بتكلفة إجمالية قدرها 8.2 مليار دولار لمرحلتي المشروع. ومن المتوقع أن تكتمل المرحلة الثانية من مشروع الإصلاح الشامل ML-1 في عام 2021.
سيسمح تطوير خط السكة الحديد بالسفر بالقطار بسرعة 160 كيلومتر في الساعة، مقابل متوسط 60 إلى 105 سرعة الكيلومتر في الساعة ممكنة حاليًا على المسار الحالي،  ومن المتوقع أن تزيد الإيرادات السنوية لشركة السكك الحديدية الباكستانية بنحو 480 مليون دولار أمريكي. ومن المتوقع أيضًا أن تقلل التطويرات أوقات العبور من كراتشي إلى بيشاور بمقدار النصف. حيث تمثل السكك الحديدية الباكستانية حاليًا 4٪ من حركة الشحن في البلاد، وعند اكتمال الممر الباكستاني من المتوقع أن تنقل السكك الحديدية الباكستانية 20٪ من حركة الشحن في البلاد بحلول عام 2025.
سيركز الجزء الأول من المرحلة الأولى المعجلة من المشروع على تطوير قسم ملتان إلى بيشاور، والذي سيتبعه قسم حيدر أباد إلى مولتان، وأخيراً قسم حيدر أباد إلى كراتشي.
في وقت إعلان CPEC، كان ML-1 يتألف في الغالب من خط سكة حديد مزدوج المسار بين كراتشي وضاحية لاهور شاهدارا، مع امتدادات طويلة من مسار واحد، ومن شهدارا كان المسار يتألف بشكل أساسي من مسار واحد حتى مدينة بيشاور. وقد أنتهت أعمال البناء لمضاعفة المسار بأكمله بين كراتشي وشهدارا وافتتحت في يناير 2016. وسيتم تطوير الامتداد المتبقي من المسار بين شهدارا وبيشاور إلى خط سكة حديد مزدوج المسار، كجزء من المرحلة الأولى من مشروع سكة حديد CPEC.
سيتطلب الجزء البالغ طوله 676 كيلومتر بين لالاموسا شمال لاهور وبيشاور إعادة بناء كاملة مع إضافة الأنفاق والقنوات والجسور، بينما سيتم تطوير أكثر من 900 كيلومتر جنوب لالاموزا باتجاه كراتشي للتعامل مع السيارات ذات الحمولة المحورية بسعة 25 طنًا. وسيتم أيضًا إنشاء حفز من تاكسيلا إلى هافيليان، مع إنشاء ميناء جاف بالقرب من مدينة هافيليان. وعلاوة على ذلك سيكون على طول المسار بالكامل أنظمة إشارة محوسبة، مع امتداد المسار في المناطق الحضرية ليتم تسييجها لمنع المشاة والمركبات من عبور المسارات في المناطق غير المصرح بها.

### الخط الرئيسي 2

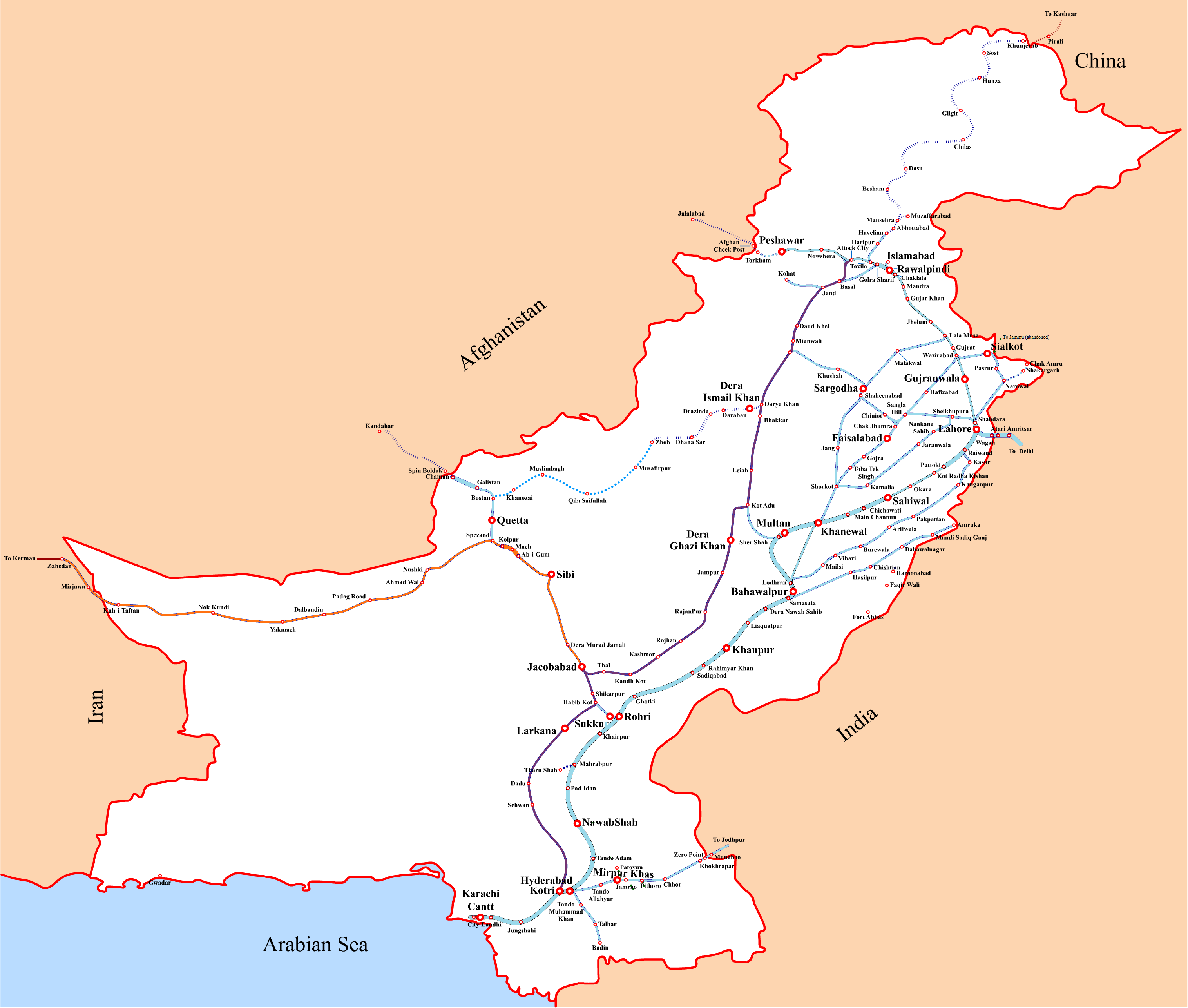
تم تمييز ML-2 الخاص بشركة السكك الحديدية الباكستانية باللون الأرجواني، بينما تم تمييز ML-3 باللون البرتقالي. خطوط أخرى باللون الأزرق.

بالإضافة إلى رفع مستوى ML-1، يدعو مشروع CPEC أيضا لتطوير 1254 كيلومتر في الخط الرئيسي 2 (ML-2) للسكك الحديدية بين كوتري في إقليم السند، واتوك في اقليم البنجاب الشمالية، الذي يمر عبر مدن لاركانا وديرا غازي خان. ويوازي الطريق نحو شمال باكستان نهر السند تقريبًا، على عكس ML-1 الذي يأخذ مسارًا شرقيًا نحو لاهور. ويتضمن المشروع أيضًا خطة لربط جوادر بمدينة جاكوب آباد، السند  التي تقع عند تقاطع خطي السكك الحديدية ML-2 وML-3.

### الخط الرئيسي 3
تشمل الخطط متوسطة المدى لخط السكك الحديدية الرئيسي 3 (ML-3) إنشاء خط سكة حديد بطول 560 كيلومتر بين بستان بالقرب من كويتا، إلى كوتلا جام في منطقة بهاكار بالقرب من مدينة ديرا إسماعيل خان،  وسيمر خط السكة الحديد عبر مدينة كويتا وزوب قبل أن ينتهي في كوتلا جام، لإختصار الوصول إلى جنوب أفغانستان، ومن المتوقع أن يتم بناؤه بحلول عام 2025.

### مترو لاهور
يعتبر «مترو لاهور قيد الإنشاء» مشروعًا تجاريًا تحت CPEC،  وقد بدأت أعمال البناء فيه، بتكلفة 1.6 مليار دولار، وكان يتوقع الانتهاء الأولي له حسب الخطة بحلول شتاء 2017 لكن الموعد تأخر عدة مرات أولها حتى نهاية 2018،  ولاحقًا حتى 2019 و2020، تم إطلاقه أخيرًا في 25 أكتوبر 2020. وسيبلغ طول الخط 27.1 كيلومتر (16.8 ميل) مع بقاء الجزء المتبقي تحت الأرض بين جاين ماندير ولاكشمي تشوك. وعند اكتمال المشروع ستكون لديه القدرة على نقل 250 ألف مسافر يوميًا مع خطط لزيادة السعة إلى 500 ألف مسافر يوميًا بحلول عام 2025 

### سكة حديد خونجراب

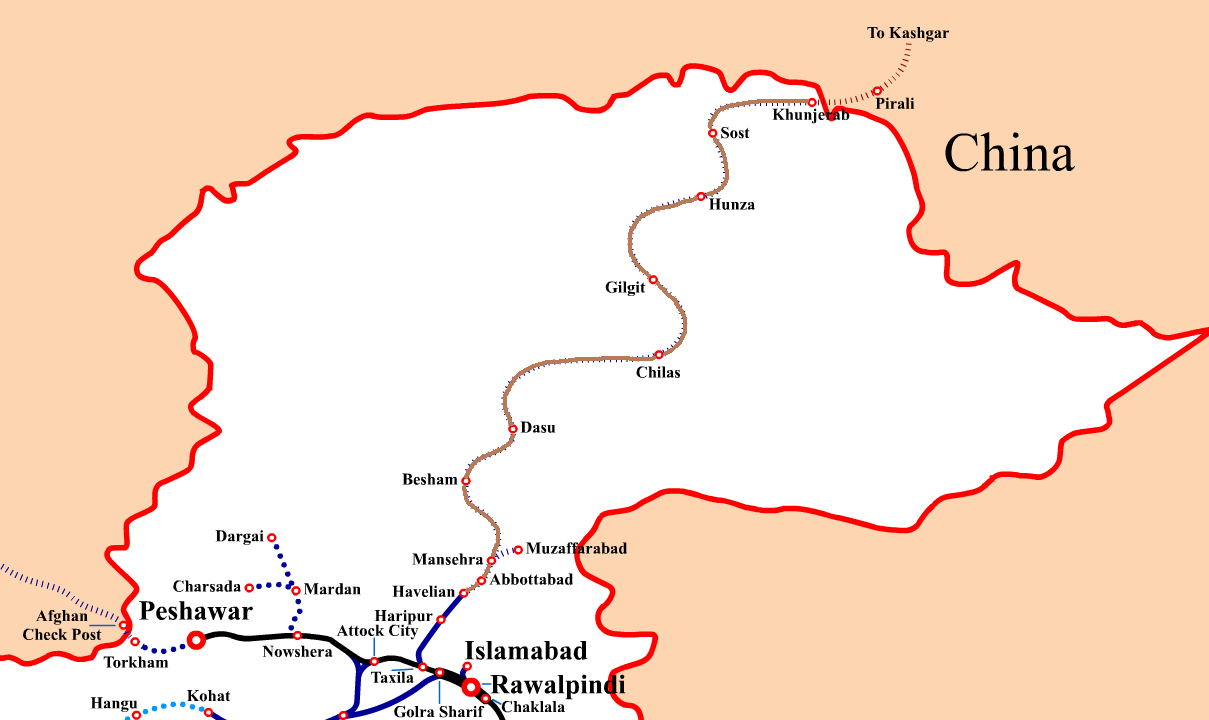
يُشار إلى المسار المقترح لسكة حديد خونجراب بالخط البني.

تدعو المشاريع طويلة المدى في إطار الممر الاقتصادي الصيني الباكستاني إلى بناء خط سكة حديد خونجراب بطول 682 كيلومتر بين مدينة هافيليان، يصل إلى ممر خونجراب على الحدود الصينية،  مع تمديد خط سكة حديد لانشين الصيني في كاشغر، شينجيانغ. موازياً لطريق كاراكورام السريع تقريباً، ومن المتوقع أن يكتمل في عام 2030.
تقدر تكلفة المشروع بأكمله بحوالي 12 مليار دولار، وسيتطلب 5 سنوات لإنجازها. وتجري بالفعل دراسة بقيمة 300 مليون روبية لتحديد الجدوى النهائية لبناء خط السكك الحديدية بين هافيليان والحدود الصينية،  وتم الانتهاء من دراسة جدوى أولية في عام 2008 من قبل شركة الهندسة النمساوية TBAC.

## مشاريع قطاع الطاقة
تبلغ قدرة توليد الطاقة الباكستانية الحالية 24830 ميغاواط، وسيكون توليد الطاقة محور التركيز الرئيسي لمشروع CPEC ويتوقع استثمار حوالي 33 دولارًا مليار في هذا القطاع. ومن المقرر توليد ما يقدر بـ10,400 ميجاوات من الكهرباء بحلول مارس 2018 كجزء من مشاريع «الحصاد المبكر» للممر.
سيتم بناء مشاريع الطاقة في إطار الممر الاقتصادي من قبل منتجي الطاقة المستقلين من القطاع الخاص، وليس من قبل حكومات الصين أو باكستان،  وسيمول بنك Exim Bank of China هذه الاستثمارات الخاصة بأسعار فائدة تتراوح بين 5 و6٪، بينما ستكون حكومة باكستان ملزمة تعاقديًا بشراء الكهرباء من تلك الشركات بأسعار متفاوض عليها مسبقًا. في أبريل 2020 بسبب تأثير جائحة فيروس كورونا طلبت باكستان من الصين تخفيف شروط السداد على مشروعات طاقة بقيمة 30 مليار دولار.

### الطاقة المتجددة
في مارس 2018 أعلنت باكستان إعطاء الأولوية لمشاريع الطاقة الكهرومائية بعد الانتهاء من محطات الطاقة قيد الإنشاء،  حيث تهدف باكستان إلى إنتاج 25٪ من احتياجاتها من الكهرباء عن طريق موارد الطاقة المتجددة بحلول عام 2030. وستكمل شركة Zonergy الصينية بناء أكبر محطة للطاقة الشمسية في العالم تبلغ مساحتها 6500 فدان بالقرب من مدينة باهاوالبور بسعة تقدر بـ 1000 ميجاوات ومن المتوقع أن تكتمل في ديسمبر 2016. تم الانتهاء من المرحلة الأولى من المشروع من قبل Xinjiang SunOasis وتبلغ طاقتها التوليدية 100 ميجاوات. وسيتم تركيب السعة المتبقية 900 ميجاوات بواسطة Zonergy في إطار CPEC.
بدأت محطة Jhimpir لطاقة الرياح، التي بنتها شركة Zorlu Enerji التركية، في بيع 56.4 ميجاوات من الكهرباء لحكومة باكستان،  على الرغم من أنه بموجب CPEC، سيتم إنتاج 250 ميجاوات أخرى من الكهرباء من قبل الاتحاد الصيني الباكستاني United Energy Pakistan وغيرها بتكلفة 659 دولار مليون. وتم إنجاز مشروع داود لطاقة الرياح بواسطة HydroChina بتكلفة 115 مليون دولار، حيث ولدت 50 ميجاوات من الكهرباء بحلول أغسطس 2016.
تقوم شركة SK Hydro Consortium ببناء مشروع Suki Kinari للطاقة الكهرومائية بسعة 870 ميجاوات في وادي Kaghan في مقاطعة خيبر باختونخوا الباكستانية بتكلفة 1.8 مليار دولار،  وستقوم SK Hydro ببناء المشروع بتمويل من بنك EXIM الصيني.
يجري بناء سد كاروت بتكلفة 1.6 مليار دولار هو جزء من خطة الممر الاقتصادي الصيني الباكستاني، ولكن ستم تمويله بشكل منفصل من قبل صندوق طريق الحرير الصيني 
ناقشت باكستان والصين أيضًا إدراج سد Diamer-Bhasha كجزء من مشروع CPEC بطاقة تبلغ 4500 ميجاوات وتكلفة تبلغ 14 مليار دولار،  ولم يتم اتخاذ قرار حازم بشأنه،  وفي النهاية في 14 تشرين الثاني (نوفمبر) 2017 أسقطت باكستان عرضها للحصول على تمويل سد Diamer-Bhasha بموجب إطار عمل CPEC.
تقوم شركة الخوانق الثلاثة الصينية بإنشاء مشروع كوهالا للطاقة الكهرومائية بطاقة 1100 ميجاوات وتكلفة 2.4 مليار دولار، وهذا المشروع يسبق الإعلان عن الممر الاقتصادي الصيني-الباكستاني، ولاحقاً تم تمويله من صندوق الممر. وتمت الموافقة على المشروع من قبل حكومة كشمير الخاضعة للإدارة الباكستانية، والحكومة الصينية وشركة الخوانق الثلاثة في عام 2020،  واحتجت الهند على هذه الخطوة، التي تدعي أن كشمير هي أراضيها.

### الفحم
على الرغم من العديد من مشاريع الطاقة المتجددة، فإن الجزء الأكبر من قدرة توليد الطاقة الجديدة في إطار الممر الاقتصادي سوف يكون محطات تعتمد على الفحم، من المتوقع أن تكتمل مشروعات طاقة الفحم بقيمة 5.8 مليار دولار دولار بحلول أوائل عام 2019 كجزء من مشاريع «الحصاد المبكر» للممر الاقتصادي.
في 26 مايو تم الكشف عن أن خط نقل 660 كيلو فولت سيتم وضعه بين ماتياري ولاهور، وسيتم إنتاج الكهرباء من محطات الطاقة القائمة على الفحم في ثار وميناء قاسم والمحور، وسيكون لديها القدرة على إمداد 2000 ميجاوات مع قدرة تحميل زائد بنسبة 10 بالمائة لمدة ساعتين.
بلوشستان
تم بناء محطة لتوليد الطاقة بالفحم في Hub، بالقرب من كراتشي، بسعة 660 ميجاوات من قبل اتحاد مشترك من China Power Investment Corporation وشركة Hub Power Company الباكستانية كجزء من مشروع لانتاج 1320 ميغاواط من الفحم.
كما يتم تطوير محطة لتوليد الطاقة بالفحم بقدرة 300 ميجاوات في مدينة جوادر، ويتم تمويلها بقرض بدون فوائد،  ويشمل تطوير جوادر أيضًا محطة شبكة 132 كيلوفولت (AIS) جنبًا إلى جنب مع خط نقل D / C المرتبط في داون تاون جوادر إلى جانب محطات فرعية أخرى 132 كيلوفولت في ديب سي بورت جوادر 
البنجاب
يعمل مشروع ساهيوال لتوليد الطاقة بالفحم بكامل طاقته منذ 3 يوليو 2017 بتكلفة 1.8 مليار دولار،  وهو مشروع في وسط البنجاب تبلغ طاقته 1320 ميجاوات. وتم بناؤه من قبل مشروع مشترك بين شركتين صينيتين: شركة Huaneng Shandong وShandong Ruyi، اللتان ستمتلكان وتديران المصنع بشكل مشترك. وستشتري باكستان الكهرباء من الكونسورتيوم بتعريفة قدرها 8.36 سنت أمريكي / كيلوواط ساعة.
يتم بناء منجم فحم ومحطة طاقة فحم صغيرة نسبيًا بقدرة 300 ميجاوات وبتكلفة 589 مليون دولار في مدينة بيند دادان خان بواسطة شركة هندسة الماكينات الصينية في منطقة الملح في البنجاب،  وقد تعرضت NEPRA الباكستانية لانتقادات لاعتبارها تعريفة مرتفعة نسبيًا تبلغ 11.57 سنتًا أمريكيًا / كيلووات ساعة وهي التكلفة التي اقترحتها الشركة الصينية،  والتي تم الاتفاق عليها مبدئيًا عند 8.25 سنت أمريكي / كيلووات ساعة في عام 2014. وجادلت الشركة الصينية بأن تكاليف نقل الفحم قد زادت بشكل كبير بسبب عدم توفر الفحم من المناجم القريبة والتي كانت تعتبر في البداية مصدر الفحم الأساسي للمشروع. جادلت الشركة بأن الفحم سيتعين بدلاً من ذلك نقله من مقاطعة السند البعيدة، والتي أدت إلى جانب عدم الكفاءة في إجراءات التعدين إلى زيادة تكلفة الوقود بنسبة 30.5 ٪.
السند
ستقوم شركة شنغهاي إلكتريك الصينية ببناء محطتين لتوليد الطاقة بقدرة 660 ميجاوات كجزء من مشروع "Thar-1" في حقل فحم ثار بمقاطعة السند، بينما يتم تطوير «ثار إل» بواسطة كونسورتيوم منفصل. وسيتم تشغيل المنشأة بالفحم من مصادر محلية،  ومن المتوقع أن تدخل حيز الاستخدام التجاري في عام 2018. وافقت الهيئة الوطنية لتنظيم الطاقة الكهربائية الباكستانية (NEPRA) على شراء الكهرباء من كل من Thar-l وThar-ll بتعريفة قدرها 8.50 سنتًا أمريكيًا / كيلووات ساعة لأول 330 ميجاوات من الكهرباء، و8.33 سنتًا أمريكيًا / كيلوواط ساعة مقابل 660 ميجاوات التالية، و7.99 سنتًا أمريكيًا / كيلووات ساعة لل 1099 ميجاوات التالية مع تطوير مراحل أخرى.
بالقرب من مشروع Thar-I، ستقوم شركة هندسة الماكينات الصينية بالاشتراك مع شركة Engro الباكستانية ببناء محطتين لتوليد الطاقة بقدرة 330 ميجاوات كجزء من "مشروع Thar-ll" (بعد أن اقترحت في البداية إنشاء محطتين لتوليد الطاقة بقدرة 660 ميجاوات في وقت واحد) وكذلك تطوير منجم فحم قادر على إنتاج ما يصل إلى 3.8 مليون طن من الفحم سنويًا كجزء من المرحلة الأولى من المشروع ". ومن المتوقع أن تكتمل المرحلة الأولى في أوائل عام 2019،  بتكلفة 1.95 دولار مليار. ستولد المراحل اللاحقة في النهاية 3960 ميجاوات إضافية من الكهرباء على مدار عشر سنوات. وكجزء من البنية التحتية المطلوبة لتوزيع الكهرباء من المشروعين فسيتم تمويل إنشاء خط نقل لاهور بكلفة 2.1 مليار دولار وخط نقل ماتيري إلى فيصل أباد بكلفة 1.5 مليار دولار كجزء من مشروع الممر الاقتصادي الباكستاني.
سيكون مشروع قاسم للطاقة ميناء باكستان قرب ميناء قاسم مشروع مشترك بين شركة المرقاب رأس المال من قطر والصين، بقدرة 1.320 ميغاواط وبتكلفة 2.08 دولار مليار . وقد اتفقت NEPRA وSinoHydro الباكستانية على تحديد التعرفة المستوية للكهرباء المشتراة من الكونسورتيوم عند 8.12 سنت أمريكي / كيلووات ساعة. وتم تشغيل أول مفاعل بقدرة 660 ميجاوات في نوفمبر 2017.

### الغاز الطبيعي المسال
تعتبر مشاريع الغاز الطبيعي المسال لتوليد الطاقة من الغاز الطبيعي المسال حيوية أيضًا للممر، حيث أعلنت الحكومة الصينية عزمها بناء خط أنابيب غاز بطول 711 كيلومتر وبتكلفة 2.5 مليار دولار يصل الخط من جوادر إلى نواب شاه في اقليم كجزء من CPEC. وقد صمم خط الأنابيب ليكون جزءًا من خط أنابيب الغاز الإيراني الباكستاني بطول 2775 كيلومترًا، مع ربط 80 كيلومترًا بين جوادر والحدود الإيرانية عند تخفيف العقوبات المفروضة على طهران؛ وقد أكملت إيران بالفعل جزءًا بطول 900 كيلومتر من خط الأنابيب على جانبها من الحدود.
سيتم بناء الجزء الباكستاني من خط الأنابيب من قبل مكتب خط أنابيب البترول الصيني المملوك للدولة،  وللخط القدرة على نقل 1×109 قدم مكعب (2.8×107 م3) من الغاز الطبيعي المسال كل يوم، مع 500×106 قدم مكعب (1.4×107 م3) بسعة إضافية عند اكتمال محطة الغاز الطبيعي المسال البحرية المخطط لها،  فيما لن يوفر المشروع لمصدري الغاز إمكانية الوصول إلى السوق الباكستانية فحسب، بل سيسمح أيضًا للصين بتأمين مسار لوارداتها الخاصة.
لا ينبغي الخلط بين المشروع وخط أنابيب غاز طبيعي مسال بطول 1,100 كيلومتر بين الشمال والجنوب والذي سيتم بناؤه بمساعدة روسية بين كراتشي ولاهور مع اكتمال متوقع بحلول عام 2018. ولا ينبغي الخلط بينه وبين خط أنابيب TAPI وهو مشروع مخطط له يشمل تركمانستان وأفغانستان وباكستان والهند بتكلفة 7.5 مليار دولار.
مشاريع الغاز الطبيعي المسال الأخرى قيد الإنشاء حاليًا بمساعدة وتمويل صيني من شأنها أن توسع نطاق الممر الاقتصادي، ولكن لا يتم تمويلها أو اعتبارها رسميًا جزءًا من الممر. ومن الأمثلة على ذلك، محطة توليد الطاقة في Balloki التي تبلغ قوتها 1,223 ميجاوات حاليًا بالقرب من Kasur، وتقوم شركة Harbin Electric Company الصينية ببنائها بتمويل من بنك EXIM الصيني.
في أكتوبر 2015، افتتح رئيس الوزراء نواز شريف أيضًا بناء محطة كهرباء بهيخي التي تبلغ مساحتها 1180 ميجاوات بالقرب من شيخوبورا،  والتي تم بناؤها بالاشتراك بين شركة هاربين الصينية وشركة جنرال إلكتريك من الولايات المتحدة. ومن المتوقع أن تكون محطة الطاقة الأكثر كفاءة في باكستان، وستوفر طاقة كافية لنحو 6 ملايين منزل. وتم تشغيل المرفق في مايو 2018.

### مشاريع «الحصاد المبكر»
كجزء من مخطط «الحصاد المبكر» لمركز الممر الاقتصادي سيتم تطوير أكثر من 10000 ميجاوات من قدرة توليد الكهرباء بين عامي 2018 و2020. في حين أن بعض مشاريع «الحصاد المبكر» لن تكتمل حتى عام 2020، تخطط حكومة باكستان لإضافة ما يقرب من 10000 ميجاوات من قدرة توليد الطاقة إلى الشبكة الكهربائية الباكستانية بحلول عام 2018 من خلال استكمال المشاريع التي تكمل الممر الاقتصادي الباكستاني.
تم الانتهاء من محطة توليد الطاقة في Balloki بقوة 1,223 ميجاوات ومحطات توليد الطاقة 1180 ميجاوات Bhakki في منتصف عام 2018 على الرغم من أنها ليست ضمن نطاق CPEC رسميًا،  ومشروع Neelum بقدرة 969 ميجاوات، ومشروع توسعة Tarbela IV بقدرة 1410 ميجاوات تم التنافس عليه في فبراير 2018،  وسينتج عنها إضافة 10000 ميجاوات إضافية إلى شبكة الكهرباء الباكستانية بحلول نهاية عام 2018.
سيتم استيراد 1000 ميغاواط إضافية من الكهرباء إلى باكستان من طاجيكستان وقيرغيزستان كجزء من مشروع CASA-1000 والذي من المتوقع إطلاقه في عام 2018.

#### جدول المشاريع
| مشروع الطاقة "الحصاد المبكر"         | السعة                                     | الموقع         |
| ------------------------------------ | ----------------------------------------- | -------------- |
| مشروع كهرباء ميناء قاسم الباكستاني.  | 1320 ميجاوات (2 × 660 ميجاوات من المحطات) | السند          |
| مشروع ثار                            | 1320 ميجاوات (4 × 330 ميجاوات من المحطات) | السند          |
| مشروع ثار للل ومنجم الفحم            | 1320 ميجاوات (2 × 660 ميجاوات من المحطات) | السند          |
| مشروع ساهيوال لتوليد الطاقة بالفحم   | 1320 ميجاوات (2 × 660 ميجاوات من المحطات) | البنجاب        |
| مشروع طاقة الفحم رحيميار خان         | 1320 ميجاوات (2 × 660 ميجاوات من المحطات) | البنجاب        |
| حديقة القائد الأعظم للطاقة الشمسية   | 1,000 ميغاواط                             | البنجاب        |
| مشروع سوكي كيناري للطاقة الكهرومائية | 870 ميغاواط (متوقع اكتمالها في 2020)      | خيبر بختونخوا  |
| مشروع كاروت للطاقة الكهرومائية       | 720 ميغاواط (متوقع اكتماله في 2020)       | البنجاب        |
| شركة توليد الطاقة الصينية            | 2 × 660 ميغاواط                           | بلوشستان       |
| مشروع ثار إنغرو لتوليد الطاقة بالفحم | 660 ميغاواط (2 × 330 ميغاواط محطات)       | السند          |
| مشروع طاقة الفحم في جوادر            | 300 ميغاواط                               | بلوشستان       |
| UEP Windfarm                         | 100 ميغاواط                               | السند          |
| مشروع داود لطاقة الرياح              | 50 ميغاواط                                | السند          |
| ساشال ويندفارم                       | 50 ميغاواط                                | السند          |
| Sunnec Windfarm                      | 50 ميغاواط                                | السند          |
| المطيري إلى خط نقل لاهور             | 660 كيلو فولت                             | السند والبنجاب |

## مجالات التعاون الأخرى
لم يشمل إعلان الممر الاقتصادي الباكستاني أعمال البنية التحتية فحسب بل تناول أيضًا مجالات التعاون بين الصين وباكستان.

### الزراعة وتربية الأحياء المائية
يتضمن الممر الاقتصادي الصيني الباكستاني أحكامًا للتعاون في إدارة الموارد المائية والثروة الحيوانية وغيرها من مجالات الزراعة. وبموجب الخطة، سيتم تنفيذ مشروع المعلومات الزراعية وتخزين وتوزيع المعدات الزراعية ومشروع البناء والميكنة الزراعية ومشروع تأجير الآلات والبيان العملي ومشروع إنتاج الأسمدة لإنتاج 800 ألف طن من السماد و100 ألف طن من السماد العضوي الحيوي. يشمل الإطار التعاون في مجال الاستشعار عن بعد (RS) ونظام المعلومات الجغرافية (GIS)، وتجهيز الأغذية، ومناولة وتخزين المنتجات الزراعية قبل وبعد الحصاد، واختيار وتربية سلالات جديدة من الحيوانات وأنواع جديدة من النباتات، على وجه التحديد مصايد الأسماك وتربية الأحياء المائية.

### العلوم والتكنولوجيا
وقع البلدان اتفاقية تعاون اقتصادي وفني، كجزء من الممر الاقتصادي الصيني الباكستاني،  وتعهدا أيضًا بإنشاء «مختبر القطن الحيوي المشترك بين الصين وباكستان» وتأسيس «مركز البحوث البحرية المشتركة الصين-باكستان» مع إدارة الدولة للمحيطات ووزارة العلوم والتكنولوجيا الباكستانية أيضًا كجزء من اتفاقية الممر الاقتصادي الصيني الباكستاني، ووافقت باكستان والصين على التعاون في مجال أبحاث الفضاء.
في فبراير 2016 اتفق البلدان على إنشاء حديقة «باك-الصين للعلوم والتكنولوجيا والتجارة واللوجستيات» بالقرب من إسلام أباد بتكلفة تقدر بـ 1.5 مليار دولار،  حيث ستقام الحديقة على مساحة 500 هكتار، ستوفرها باكستان لفيلق شينجيانغ الصيني للإنتاج والبناء، مع توقع أن تأتي جميع الاستثمارات من الجانب الصيني على مدار عشر سنوات.
في مايو 2016، بدأ تشييد مشروع الألياف البصرية الباكستاني الصيني بتكلفة 44 مليون دولار وبطول 820 كيلومترًا، وهو كابل ألياف بصرية عبر الحدود سيعزز صناعة الاتصالات وتكنولوجيا المعلومات والاتصالات في منطقة جيلجيت بالتستان وخيبر باختونخوا والبنجاب، بينما يقدم لباكستان طريقًا خامسًا التي تنقل حركة الاتصالات السلكية واللاسلكية. والتي ستمتد إلى جوادر.
في مايو 2019 قرر نائب رئيس الصين وباكستان إطلاق مركز هواوي للدعم الفني في باكستان.
يشمل الممر إنشاء مشروع تجريبي للبث الرقمي للوسائط المتعددة الأرضية لمؤسسة التلفزيون الباكستانية من خلال منحة صينية في محطة إعادة البث (RBS) في موري. وستقدم شركة ZTE بتقديم العون لمؤسسة تلفزيون باكستان والتكنولوجيات الرقمية الأرضية التلفزيونية، وتدريب الموظفين وإنشاء المحتوى بما في ذلك الشراكات مع الشركات متعددة الجنسيات الصينية في مجالات متعددة بما في ذلك أجهزة التلفزيون وصناديق رأس مجموعة.

### مجالات أخرى
تعهدت الدولتان أيضًا بالتعاون في عدة مجالات بدءًا من جهود مكافحة المخدرات،  إلى التعاون في محاولة للحد من تغير المناخ. كما اتفق البلدان على زيادة التعاون بين القطاعات المصرفية في البلدين، بالإضافة إلى إقامة علاقات أوثق بين التلفزيون المركزي الصيني ومؤسسة التلفزيون الباكستانية.
من المقرر إطلاق معهد كونفوشيوس بجامعة البنجاب في عام 2019. وتم التخطيط لمنطقة Rashakai الاقتصادية الخاصة على الطريق السريع M1 وهو تقاطع طريق سريع بالقرب من Nowshehra أيضًا.

## المالية

### قروض ميسرة
سيتم تمويل ما يقرب من 11 دولارًا مليار دولار في مشاريع البنية التحتية التي يتم تطويرها من قبل الحكومة الباكستانية بمعدل فائدة 1.6٪،  بعد أن نجحت باكستان في الضغط على الحكومة الصينية لخفض أسعار الفائدة والتي كانت 3٪ في البداية. وسيتم توزيع القروض عن طريق بنك الصين للاستيراد والتصدير وبنك التنمية الصيني والبنك الصناعي والتجاري الصيني.
وللمقارنة فإن قروض مشاريع البنية التحتية الباكستانية السابقة التي مولها البنك الدولي تحمل سعر فائدة بين 5٪ و8.5٪،  بينما تقترب أسعار الفائدة على قروض السوق من 12٪.
سيتم استخدام أموال القروض لتمويل المشاريع التي تخطط لها وتنفذها الحكومة الباكستانية، مثل مشروع كراتشي-لاهور السريع بتكلفة حوالي 6.6 مليار دولار،  وهو قيد الإنشاء بالفعل. وتمت الموافقة أيضًا على مشروع بتكلفة 2.9 دولار سيربط مدينة ملتان بمدينة سوكور على مسافة 392 كيلومترًا،  مع تمويل الحكومة الصينية 90٪ من التكاليف بأسعار فائدة ميسرة، في حين أن النسبة المتبقية 10٪ سيتم تمويله من قبل برنامج تطوير القطاع العام التابع للحكومة الباكستانية. في مايو 2016 حصل القرض البالغ 2.9 مليار دولار على الموافقات النهائية المطلوبة قبل صرف الأموال التي قدمتها حكومة جمهورية الصين الشعبية في 4 مايو 2016 وستكون قروضًا ميسرة بمعدل فائدة 2٪ فقط. ذكرت الهيئة الوطنية للطرق السريعة في باكستان أن المقاولين وصلوا إلى الموقع بعد فترة وجيزة من حصول القرض على الموافقة النهائية.
سيمول بنك التنمية الصيني مبلغ 920 مليون دولار لتغطية تكاليف إعادة بناء الجزء البالغ طوله 487 كيلومترًا من طريق كاراكورام السريع بين برهان ورايكوت. وسيتم إقتراض 1.26 مليار دولار من بنك الصين Exim Bank لبناء جزء هافيليان إلى ثاكوت من هذا الطريق الممتد بطول 487 كيلومترًا،  ليتم توزيعها كقروض ميسرة منخفضة الفائدة.
سيتم تمويل 7 مليارات دولار من الإصلاح الشامل المخطط له لخط السكة الحديد الرئيسي بقيمة 8.2 مليار دولار من خلال قروض ميسرة والتي قدمتها البنوك المملوكة للدولة في الصين.
يعتبر خط Orange لمترو لاهور مشروعًا تجاريًا، مخطط له منذ فترة طويلة بطول 27.1 كم وبتكلفة 1.6 بليون دولار،  وسيتم تمويله بمعدل فائدة 2.4٪،  بعد أن وافقت الصين على خفض أسعار الفائدة من المعدل المقرر أصلاً وهو 3.4٪.
سيتم إنشاء مشروع الألياف البصرية الباكستاني الصيني بتكلفة 44 مليون دولار، وبطول 820 كيلومتر، عبر قروض ميسرة بسعر فائدة 2٪، بدلاً من معدل 1.6٪ المطبق على مشاريع أخرى.

### قروض بدون فوائد
أعلنت حكومة الصين في أغسطس 2015 أن القروض الميسرة للعديد من المشاريع في جوادر التي يبلغ مجموعها 757 مليون دولار سيتم تمويلها بقروض بدون فائدة،  وتشمل المشاريع التي سيتم تمويلها بقروض بفائدة 0٪ ما يلي: إنشاء مشروع طريق إيست باي السريع بقيمة 140 مليون دولار، وتركيب حواجز الأمواج في جوادر بتكلفة 130 مليون دولار ومحطة لتوليد الطاقة بالفحم في جوادر بقيمة 27 مليون دولار، ومشروع تجريف المراسي في ميناء جوادر ومستشفى 300 سرير في جوادر بتكلفة مليون دولار.
في سبتمبر 2015 أعلنت حكومة الصين أيضًا أن مشروع مطار جوادر الدولي بتكلفة 230 مليون دولار لن يتم تمويله بعد الآن من خلال القروض، بل سيتم بناؤه من خلال المنح التي لن تكون الحكومة الباكستانية مطالبة بسدادها.

### اتحادات خاصة
سيتم إنشاء بعض مشاريع الطاقة بتكلفة 15.5 مليار دولار من قبل شركات صينية باكستانية مشتركة، وليس من قبل حكومتي الصين أو باكستان، حيث سيمول بنك Exim Bank of China الاستثمارات بأسعار فائدة تتراوح بين 5 و6٪، بينما ستكون حكومة باكستان ملزمة تعاقديًا بشراء الكهرباء من تلك الشركات بأسعار متفق عليها مسبقًا.
على سبيل المثال لا تندرج محطة توليد الطاقة في Balloki التي تبلغ قوتها 1,223 ميجاوات ضمن معدل القرض الامتيازي البالغ 1.6٪، حيث لا يتم تطوير المشروع من قبل الحكومة الباكستانية. ويعتبر استثمارًا للقطاع الخاص حيث سيتم تنفيذ بنائه من قبل كونسورتيوم من Harbin Electric وHabib Rafiq Limited بعد نجاحهما في المنافسة ضد المنافسين الدوليين. وستقدم البنوك المملوكة للدولة في الصين قروضًا إلى الكونسورتيوم المدعوم من الحكومة الصينية، وفي حالة محطة توليد الكهرباء بالوكي ستمول البنوك المملوكة للدولة المشروع بسعر فائدة 5٪،  بينما ستشتري الحكومة الباكستانية الكهرباء بأقل سعر عطاء قدره 7.973 سنتًا لكل وحدة.

### مساعدة بنك التنمية الآسيوي
يعتبر طريق Hazara السريع جزءًا مهمًا من الطريق بين جوادر والصين، ولكن لن يتم تمويله من أموال الممر، وسيتم تمويله من قبل بنك التنمية الآسيوي.
لا يعد مشروع N70 جزءًا من الممر ولكنه سيربط المحاذاة الغربية بطريق كراتشي لاهور السريع في ملتان، وسيتم تمويل المشروع كجزء من 195 دولار أعلن بنك التنمية الآسيوي عن حزمة في مايو 2015 لترقية الطريق السريع الوطني N70 والطريق السريع الوطني N50  في يناير 2016 أعلنت وزارة التنمية الدولية في المملكة المتحدة عن تقديم منحة بقيمة 72.4 مليون دولار لتحسين الطرق في مقاطعة بلوشستان، وبالتالي خفض إجمالي قرض بنك التنمية الآسيوي من 195 مليون دولار إلى 122.6 مليون.
لن يتم تمويل الطريق السريع M-4 بين فيصل أباد ومولتان من قبل الحكومة الصينية، وسيكون أول مشروع بنية تحتية يمول جزئياً من قبل البنك الآسيوي للاستثمار في البنية التحتية، وسيتم تمويله بشكل مشترك مع البنك بنك التنمية الآسيوي بمبلغ إجمالي يقارب 275 دولار مليون. كما سيتم تمويل أجزاء من المشروع بمبلغ 90.7 دولار أعلن مليون منحة في أكتوبر 2015 من قبل حكومة المملكة المتحدة من أجل بناء غوجرا - Shorkot الجزء من المشروع M4 السريع.

## التأثير
تنعكس أهمية الممر الاقتصادي الصيني-الباكستاني بالنسبة للصين من خلال إدراجه كجزء من خطة التنمية الخمسية الثالثة عشرة للصين. حيث ستوفر مشاريع الممر الاقتصادي الصيني-الباكستاني للصين طريقًا بديلًا لإمدادات الطاقة، بالإضافة إلى طريق جديد يمكن للصين الغربية من خلاله إجراء التجارة، بينما ستستفيد باكستان من تحديث البنية التحتية وإدخال إمدادات طاقة موثوقة.
في 8 يناير 2017، زعمت مجلة Forbes أن الممر جزء من رؤية الصين لكتابة قواعد الحقبة التالية من العولمة ومساعدة محركاتها التصديرية والاستثمارية على العمل لسنوات قادمة. وفي يناير 2017 زعم آرون موهان سوكومار من مؤسسة Observer Research Foundation الهندية أن الممر مشروع مهم بدرجة كافية تتطلب نتائجه الاقتصادية والاستراتيجية تقييمًا منهجيًا"، مضيفًا أن "الممر قد يكون مسعى ثنائيًا، لكن نيودلهي لا تستطيع تجاهل آثاره غير المباشرة بشأن الحوكمة الإقليمية "وخلص إلى أن" الهند لن يكون من الحكمة الاعتماد على الراحة الزائفة بأن الأرباح وحدها ستقود أعمال الصين مع باكستان".
ووفقًا لرئيس الوزراء الصيني لي كه تشيانغ فإن تنمية باكستان من خلال المشروع قد «تفطم الجماهير عن الأصولية».

### الممر الاقتصادي و«معضلة مضيق ملقا»

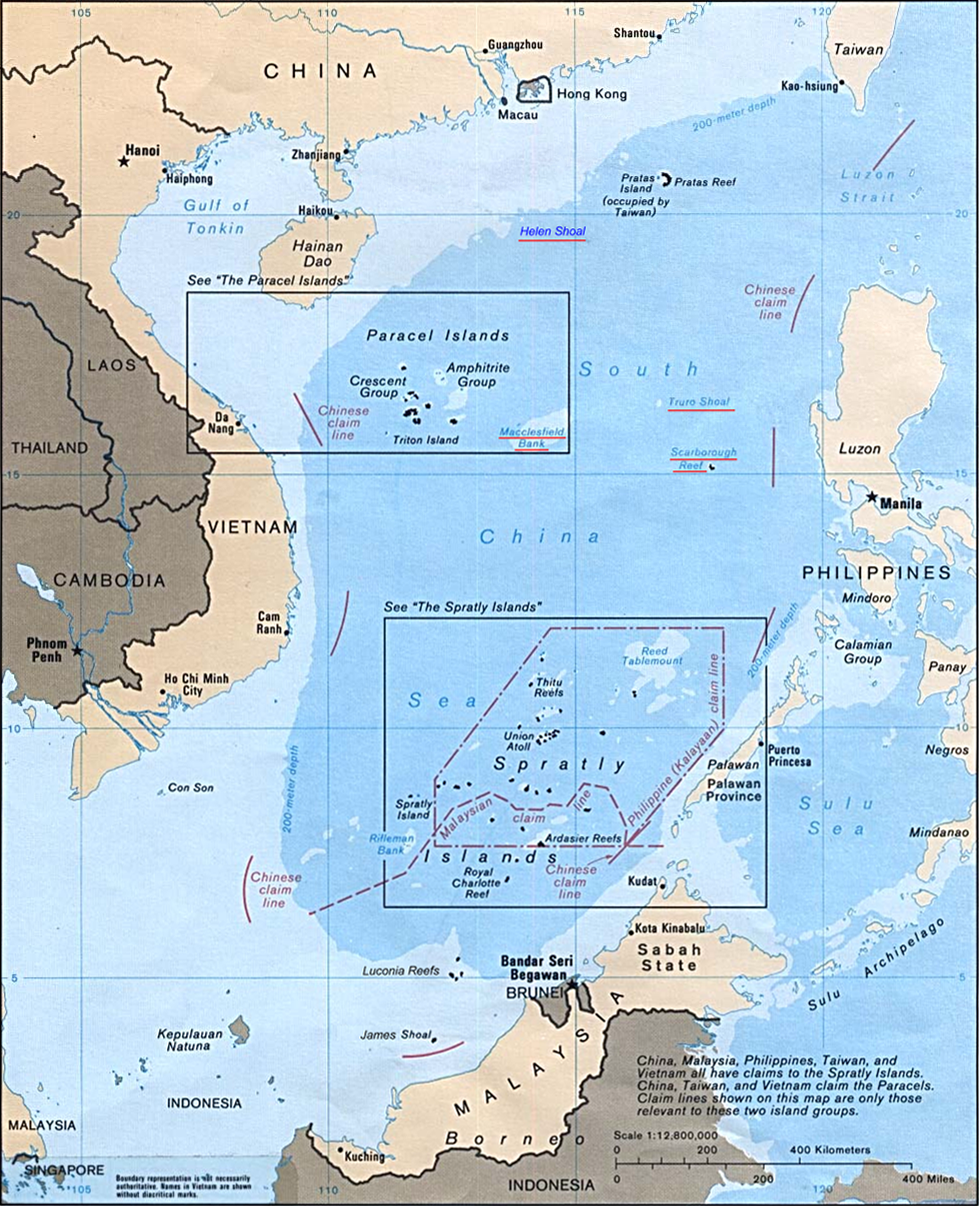
وتمر خريطة توضح المطالبات الإقليمية في بحر الصين الجنوبي. تمر نسبة عالية من واردات الطاقة الصينية عبر هذه المنطقة المتنازع عليها، مما يجعل الكثير من واردات الصين من الطاقة عرضة للصراع.

يوفر مضيق ملقا للصين أقصر وصول بحري إلى أوروبا وأفريقيا والشرق الأوسط،  حيث تمر ما يقرب من 80 ٪ من وارداتها من الطاقة في الشرق الأوسط عبر المضيق،  وبصفتها أكبر مستورد للنفط في العالم،  يُعد أمن الطاقة مصدر قلق رئيسي للصين، في حين أن الطرق البحرية الحالية المستخدمة لاستيراد نفط الشرق الأوسط تخضع غالبًا لدوريات بحرية الولايات المتحدة.
في حالة مواجهة الصين لأعمال عدائية من قبل دولة أو جهة فاعلة غير حكومية، يمكن وقف واردات الطاقة عبر مضيق ملقا، الأمر الذي سيؤدي بدوره إلى شل الاقتصاد الصيني في سيناريو يُشار إليه كثيرًا باسم "ملقا". معضلة". بالإضافة إلى نقاط الضعف التي تواجهها منطقة مضيق ملقا، تعتمد الصين بشكل كبير على الطرق البحرية التي تمر عبر بحر الصين الجنوبي، بالقرب من جزر سبراتلي المتنازع عليها وجزر باراسيل، والتي تعد حاليًا مصدر توتر بين الصين وتايوان وفيتنام. والفلبين والولايات المتحدة. سيسمح مشروع الممر الاقتصادي الصيني-الباكستاني لواردات الطاقة الصينية بالالتفاف على هذه المناطق الخلافية وإيجاد شريان جديد في الغرب، وبالتالي تقليل احتمالية المواجهة بين الولايات المتحدة والصين. ومع ذلك، هناك أدلة تشير إلى أن أي خطوط أنابيب من جوادر حتى الصين ستكون مكلفة للغاية، وستواجه العديد من الصعوبات اللوجستية بما في ذلك التضاريس الصعبة والإرهاب المحتمل، ولن يكون لها أي تأثير على أمن الطاقة الإجمالي في الصين.

### الوصول إلى غرب الصين
ستعمل تحالفات الممر الاقتصادي الصيني الباكستاني على تحسين اتصال بشينجيانغ المضطرب، وبالتالي زيادة قدرة المنطقة على جذب الاستثمار العام والخاص،  ويعتبر الممر الاقتصادي الباكستاني مركزا للعلاقات الصينية الباكستانية، حيث تنعكس أهميته المركزية من خلال إدراج الصين للمشروع كجزء من خطتها التنموية الخمسية الثالثة عشرة. وستكمل مشاريع الممر الاقتصادي أيضًا خطة التنمية الغربية للصين، والتي لا تشمل فقط شينجيانغ، ولكن أيضًا المناطق المجاورة مثل التبت وتشينغهاي.
سيوفر الممر الاقتصادي الصيني الباكستاني للصين طريقًا بديلاً وأقصر لواردات الطاقة من الشرق الأوسط، وبالتالي تقليل تكاليف الشحن وأوقات العبور، بالإضافة إلى أهميته لتقليل الاعتماد الصيني على بحر مالاكا وطرق بحر الصين الجنوبي، حيث يبلغ طول الطريق البحري المتاح حاليًا إلى الصين حوالي 12000 كيلومتر، بينما تبلغ المسافة من ميناء جوادر إلى مقاطعة شينجيانغ حوالي 3000 كيلومتر، مع 3500 كيلومتر أخرى من شينجيانغ إلى الساحل الشرقي للصين. نتيجة للممر الاقتصادي الصيني-الباكستاني، ستتطلب الواردات والصادرات الصينية إلى الشرق الأوسط وإفريقيا وأوروبا أوقات شحن ومسافات أقصر بكثير.

### طريق الالتفاف على أفغانستان
سبقت المفاوضات بشأن توفير طريق بديل لجمهوريات آسيا الوسطى عن طريق الصين إعلان الممر الاقتصادي الصيني الباكستاني، حيث أتاحت اتفاقية التجارة العابرة بين أفغانستان وباكستان عام 2010 لباكستان الوصول إلى آسيا الوسطى عبر أفغانستان؛ ومع ذلك فإن الاتفاقية الكاملة لم تنفذ بالكامل بعد، وتم وضع «الاتفاقية الرباعية بشأن حركة المرور العابر» (QATT) لأول مرة في عام 1995، ووقعت في عام 2004 من قبل حكومات الصين وباكستان وكازاخستان وقيرغيزستان لتسهيل تجارة الترانزيت بين مختلف البلدان دون إدراج أفغانستان. وعلى الرغم من التوقيع على اتفاقية QATT إلا أن الإمكانات الكاملة للاتفاقية لم تتحقق أبدًا ويرجع ذلك إلى حد كبير إلى ضعف روابط البنية التحتية بين الدول الأربع قبل الإعلان عن الممر الاقتصادي.
خلال زيارة الرئيس الأفغاني أشرف غني إلى الهند في أبريل 2015 صرح «لن نوفر وصولًا متساويًا إلى آسيا الوسطى للشاحنات الباكستانية» ما لم تدرج الحكومة الباكستانية الهند كجزء من اتفاقية التجارة العابرة بين أفغانستان وباكستان لعام 2010. وتتيح اتفاقية التجارة العابرة الحالية لأفغانستان الوصول إلى ميناء كراتشي لإجراء تجارة التصدير مع الهند، وتسمح بنقل البضائع الأفغانية إلى أي حدود لباكستان، ولكنها لا تضمن للشاحنات الأفغانية الحق في عبور حدود واجاه. وتسمح الاتفاقية بتصدير البضائع الهندية إلى أفغانستان عبر باكستان. وبسبب التوترات المستمرة بين الهند وباكستان أعربت الحكومة الباكستانية عن ترددها في إشراك الهند في أي مفاوضات تجارية مع أفغانستان ونتيجة لذلك تم إحراز تقدم ضئيل بين الجانبين الأفغاني والباكستاني.
في فبراير 2016 أشارت الحكومة الباكستانية إلى نيتها تجاوز أفغانستان تمامًا في سعيها للوصول إلى آسيا الوسطى من خلال الإعلان عن نيتها إحياء QATT حتى تتمكن دول آسيا الوسطى من الوصول إلى الموانئ الباكستانية عبر كاشغر بدلاً من أفغانستان،  وبالتالي السماح لجمهوريات آسيا الوسطى للوصول إلى موانئ المياه العميقة في باكستان دون الحاجة إلى الاعتماد على أفغانستان غير المستقرة سياسياً كممر عبور، وفي أوائل مارس 2016 ورد أن الحكومة الأفغانية وافقت على الطلبات الباكستانية باستخدام أفغانستان كممر إلى طاجيكستان، بعد أن تخلت عن مطالب الوصول المتبادل إلى الهند عبر باكستان.

### طريق بديل لآسيا الوسطى
أعرب رؤساء جمهوريات آسيا الوسطى المختلفة عن رغبتهم في ربط شبكات البنية التحتية الخاصة بهم بمشروع الممر عبر الصين، وخلال زيارة رئيس الوزراء الباكستاني نواز شريف إلى كازاخستان في أغسطس 2015 نقل رئيس الوزراء الكازاخستاني كريم ماسيموف رغبة كازاخستان في ربط شبكة الطرق الخاصة بها بمشروع الممر. وأثناء زيارة رئيس طاجيكستان إمام علي رحمن إلى باكستان في نوفمبر 2015 أعرب رئيس الوزراء الطاجيكي عن رغبة حكومته في الانضمام إلى الاتفاقية الرباعية بشأن المرور العابر لاستخدام الممر الاقتصادي الصيني الباكستاني كقناة للواردات والصادرات إلى طاجيكستان من خلال التحايل على أفغانستان؛  وحصل الطلب على دعم سياسي من رئيس الوزراء الباكستاني.
الحكومة الصينية قد رفعت بالفعل الطريق الذي يربط كاشغر إلى أوش في قيرغيزستان عبر بلدة Erkeshtam في قيرغيزستان، بينما تم إنشاء خط سكة حديد بين أورومتشي وألماتي كجزء من مبادرة حزام واحد طريق واحد. ويوجد بالفعل العديد من المعابر البرية بين كازاخستان والصين. بالإضافة إلى ذلك أعلنت الحكومة الصينية عن خطط لمد خط سكة حديد من طشقند، أوزبكستان باتجاه قيرغيزستان مع وصلات إلى الصين وباكستان. وعلاوة على ذلك يوفر طريق بامير السريع بالفعل وصول طاجيكستان إلى كاشغر عبر ممر كولما، وتكمل هذه المعابر مشروع الممر الاقتصادي الصيني-الباكستاني لتزويد دول آسيا الوسطى بالوصول إلى موانئ المياه العميقة في باكستان من خلال تجاوز أفغانستان تمامًا - البلد الذي دمرته الحرب الأهلية وعدم الاستقرار السياسي منذ أواخر السبعينيات.

### مقارنة بميناء تشابهار

#### قضايا أمنية
بينما أشارت الاتفاقيات على وجه التحديد إلى تحسينات الاتصال الأفغاني بالعالم على أنها فائدة للاستثمار الهندي في المنطقة،  يمكن أن يحد عدم الاستقرار السياسي في أفغانستان من الفائدة المحتملة لممرات العبور إلى المراكز السكانية بالقرب من كابول أو قندهار،  مثل تلك الطرق اجتياز جنوب وشرق أفغانستان، حيث تنشط حركة طالبان. تعتمد خطة تشابهار على اتصالات بالطريق الدائري الأفغاني. بحلول أغسطس 2016، لوحظ أن طالبان قد استولت على مساحات شاسعة من الأراضي في مقاطعة هلمند، وهددت بالاستيلاء على عاصمة المقاطعة لاشكار جاه،  التي تقع على جزء من الطريق الدائري الأفغاني الذي يربط تشابهار بقندهار وكابول، ونتيجة لذلك تم إغلاق أجزاء من الطريق الدائري الأفغاني بسبب نشاط متمردي طالبان. وفي أغسطس 2016 أيضًا أعلنت حركة طالبان مسؤوليتها عن هجوم أسفر عن مقتل 12 سائحًا أجنبيًا أثناء سفرهم على طريق بديل للطريق الدائري الأفغاني، بين كابول وهيرات. في سبتمبر 2016 أعرب الرئيس الإيراني حسن روحاني عن اهتمام بلاده بالانضمام إلى الممر خلال اجتماع مع نواز شريف.

## قائمة المشاريع الكبرى
| المشروع                                                                                 | التكلفة المتوقعة          | ملاحظات                                                                                           |
| --------------------------------------------------------------------------------------- | ------------------------- | ------------------------------------------------------------------------------------------------- |
| ميناء جوادر                                                                             |                           | اكتملت المرحلة الأولى. المرحلة الثانية قيد الإنشاء.                                               |
| Gwadar-Turbat-Hoshab (M-8) (193 كم)                                                     | Rs. 13 billion            | اكتمل.                                                                                            |
| N-85 National Highway (449 كم)                                                          | Rs. 17.97 Billion         | اكتمل.                                                                                            |
| مشروع هيدرو الصين داود لطاقة الرياح (50 ميغاواط)                                        | 112.65 مليون دولار أمريكي | Commercial operation date (COD) 5 April 2017. Fully operational.                                  |
| Reconstruction of the Karakoram Highway Phase II (Thakot -Havelian Section) (118 كم)    | 1,315 مليون دولار أمريكي  | Project substantially completed by March 2020.                                                    |
| Multan-Sukkur Motorway (M-5) (392 كم)                                                   | 2,889 مليون دولار أمريكي  | Project Completed and inaugurated on 5 November 2019.                                             |
| Karachi–Lahore Motorway (M-3) (230 كم)                                                  |                           | Project has been completed and inaugurated on 30 March 2019                                       |
| Hakla–Dera Ismail Khan Motorway (285 كم)                                                | Rs. 122.2 billion         | Completion Planned in December 2020.                                                              |
| Karot Hydropower Project (720 ميغاواط)                                                  | 1,698 مليون دولار أمريكي  | تم إنجاز 50٪ من الأعمال المدنية. المتوقع COD ديسمبر 2021.                                         |
| Kohala Hydropower Project, AJK (1100 ميغاواط)                                           | 2,364 مليون دولار أمريكي  | expected completion in 2026                                                                       |
| Azad Pattan Hydel Project, AJK (701 ميغاواط)                                            | 1,650 مليون دولار أمريكي  | Expected commercial operation date (COD) 2026.                                                    |
| Khuzdar-Basima Road N-30 (110 كم)                                                       | 19.19 Billion Rupee       | Physical work under progress.                                                                     |
| Orange Line                                                                             | 1,626 مليون دولار أمريكي  | Project is completed and inaugurated on Oct 25,2020.                                              |
| Pakistan Port Qasim Power Project (1320 ميغاواط)                                        | 1,912 مليون دولار أمريكي  | Project has been completed on 25 April 2018                                                       |
| Quaid-e-Azam Solar Park (1000 ميغاواط)                                                  | 1,301 مليون دولار أمريكي  | Under construction First phase complete, generating 400 MW of electricity.                        |
| Sahiwal Coal Power Project (1320 ميغاواط)                                               | 1,912 مليون دولار أمريكي  | Completed in July 2017. In operation.                                                             |
| مشروع الألياف البصرية الباكستاني الصيني                                                 | 37.4 مليون دولار أمريكي   | Project has been completed and inaugurated on 13 July 2018                                        |
| Expansion and reconstruction of existing Karachi–Peshawar Line ML-1 (1872 كم)           | 6,808 مليون دولار أمريكي  | ECNEC approved the project on 5 August 2020.                                                      |
| Havelian (450 M. Twenty-Foot Equivalent Units)                                          | 65 مليون دولار أمريكي     | Framework agreement signed in May 2017                                                            |
| Gwadar East Bay Expressway                                                              | 168 مليون دولار أمريكي    | Construction work underway. Date of Completion October, 2020.                                     |
| Pak China Friendship Hospital                                                           | 100 مليون دولار أمريكي    | Groundbreaking held on 16 December 2019.                                                          |
| مطار كوادر الدولي                                                                       | 230 مليون دولار أمريكي    | Construction work started on 31 October 2019.                                                     |
| Gwadar-Nawabshah LNG terminal and pipeline project                                      |                           | Approved                                                                                          |
| UEP 99 MW Wind Farm (Jhimpir, Thatta)                                                   | 250 مليون دولار أمريكي    | Commercial operation date (COD) 16 June 2017, Operational                                         |
| Sachal 50 MW Wind Farm (Jhimpir, Thatta)                                                | 134 مليون دولار أمريكي    | Commercial operation date (COD) attained 11 April 2017, Operational                               |
| Three Gorges Second and Third Wind Power Projects (100 ميغاواط)                         | 150 مليون دولار أمريكي    | Commercial operation date (COD) attained 9 Jul 2018, Operational                                  |
| Cacho 50 MW Wind Power Project                                                          |                           | LOI (letter of intent) Stage                                                                      |
| Western Energy (Pvt.) Ltd. 50 MW Wind Power Project                                     |                           | Approved                                                                                          |
| Thar Mine Mouth Oracle Power Plant (1320 ميغاواط) & Surface Mine                        |                           | Under issuance of NTP/LOI                                                                         |
| HUBCO Coal Power Project, Hub Balochistan (1320 ميغاواط)                                | 1,912 مليون دولار أمريكي  | COD is 14 Aug 2019, fully operational.                                                            |
| Phandar Hydropower Station (80 ميغاواط)                                                 |                           | under review of experts from both sides                                                           |
| Gilgit KIU Hydropower (100 ميغاواط)                                                     |                           | under review of experts from both sides                                                           |
| Matiari to Lahore Transmission Line (878 كم)                                            | 1,658 مليون دولار أمريكي  | Expected COD in March 2021.                                                                       |
| Suki Kinari Hydropower Project (870 ميغاواط)                                            | 1,707 مليون دولار أمريكي  | Under construction, Commercial operation date (COD) December 2022.                                |
| SSRL Thar Coal Block-I 6.8 Mtpa &SEC Mine Mouth Power Plant(2×660 ميغاواط)              | 1,912 مليون دولار أمريكي  | First Unit (660 ميغاواط) is targeted by Aug 2022 COD of complete project is targeted by Feb 2023. |
| Surface mine in block II of Thar Coal field, 3.8 million tons/year                      | 630 مليون دولار أمريكي    | Thar block II unearths coal on 10 June 2018                                                       |
| Thar Engro Coal Power Project                                                           | 995 مليون دولار أمريكي    | COD is 10 July 2019. in operation.                                                                |
| HUBCO Thar Coal Power Project (Thar Energy) (330 ميغاواط)                               | 498 مليون دولار أمريكي    | Expected completion in March 2021                                                                 |
| ThalNova 330 MW Mine Mouth Lignite Fired Power Project at Thar Block-II, السند، باكستان | 498 مليون دولار أمريكي    | Expected completion in March 2021                                                                 |
| Imported Coal Based Power Project at Gwadar، باكستان (300 ميغاواط)                      | 542 مليون دولار أمريكي    | Groudbreaking done on 4 November 2019.                                                            |
| Khunjerab Railway                                                                       |                           | Feasibility studies underway                                                                      |
| China Pakistan Economic Corridor Businessman Networking                                 |                           | Under Growing - Membership Open for business community                                            |

## المشاريع الملغاة
| المشاريع                      | سعة                                         | الموقع         | ملاحظات |
| ----------------------------- | ------------------------------------------- | -------------- | ------- |
| مشروع جاداني للطاقة           | 6,600 ميجاوات (10 × 660 ميجاوات من المحطات) | بلوشستان       |         |
| مشروع طاقة الفحم رحيميار خان  | 1320 ميجاوات (2 × 660 ميجاوات من المحطات)   | البنجاب        | [ 340 ] |
| مشروع طاقة الفحم في المظفرغره | 1320 ميجاوات (2 × 660 ميجاوات من المحطات)   | البنجاب        |         |
| المطيري إلى خط نقل فيصل آباد  | 660 كيلو فولت                               | السند والبنجاب |         |

## انتهاكات حقوق الإنسان المتعلقة بالممر
قال نائب رئيس البرلمان الأوروبي ريزارد كزرنيكي في عام 2016 أن «مظالم المجتمع البلوش المحلي يتم تجاهلها تمامًا، وأي شيء يتم تفسيره على أنه معارضة يتم سحقه بعنف». وقد أدى الممر الاقتصادي الباكستاني إلى وقوع «انتهاكات منهجية وواسعة النطاق لحقوق الإنسان ارتكبها الجيش الباكستاني».
قال حكيم بالوش من الحركة الوطنية البلوشية في حدث في مجلس حقوق الإنسان التابع للأمم المتحدة بعنوان «CPEC: التكلفة البشرية للمشروع الاستغلالي في بلوشستان» قال «إننا نرى البنية التحتية الصينية في بلوشستان وكيف يقومون بطرد السكان المحليين بوحشية من جوادار ومناطق أخرى، لقد جعلوا من المستحيل على الصيادين الذهاب للصيد». وقال بالوش أن «العديد من المشاريع مثل الممر يتم تنفيذها بدماء البلوش وعلى جثث البلوش، قام الممر الاقتصادي بتكثيفه».
في عام 2018 أبلغ مجلس البيئة والموارد العالمي مجلس حقوق الإنسان التابع للأمم المتحدة «بالانتهاكات الجسيمة لحقوق الإنسان التي ارتكبتها الدولة والمؤسسة الأمنية في باكستان ضد شعب السند، حيث كانت السلطات الباكستانية تسحق بلا رحمة أي صوت ونضال لشعب السند ضد مشروع الممر الاقتصادي الصيني الباكستاني غير المستدام والمناهض للبيئة والشعب».

## روابط خارجية
- موقع CPEC الرسمي (حكومة باكستان)
- سلك CPEC
- Samrez Salik، Muhammad (2018). "China-Pakistan Economic Corridor: A Perspective from Pakistan". Asian Journal of Middle Eastern and Islamic Studies. ج. 12 ع. 2: 142–154. DOI:10.1080/25765949.2018.1481619.
- Husain، Khurram (15 مايو 2017). "Exclusive: CPEC master plan revealed". Dawn.com. مؤرشف من الأصل في 2020-12-09. اطلع عليه بتاريخ 2017-05-15.
- رفيق، عارف، «الممر الاقتصادي الصيني الباكستاني: الحواجز والتأثير»، معهد الولايات المتحدة للسلام، أكتوبر 2017.
- «الممر الاقتصادي الصيني الباكستاني: الفرص والمخاطر»، مجموعة الأزمات الدولية، 29 يونيو 2018.